# Guerra romano-persiana del 602-628
La guerra romano-persiana del 602-628, conosciuta anche come guerra romano-sasanide del 602-628, fu combattuta tra l'Impero romano d'Oriente (comunemente chiamato e noto come Impero bizantino, da Bisanzio, l'antico nome della sua capitale) e la Persia della dinastia dei Sasanidi. La guerra precedente si era conclusa nel 591 in seguito all'intervento militare di Maurizio contro l'usurpatore sasanide Bahram Chobin per restaurare il re legittimo sasanide Cosroe II sul trono. Nel 602, Maurizio fu assassinato da una rivolta dell'esercito che elesse imperatore Foca. L'assassinio del suo benefattore fornì a Cosroe il pretesto di dichiarare guerra a Foca, con la giustificazione di dover vendicare l'assassinio di Maurizio. La guerra durò ben tre decenni e arrivò a coinvolgere gran parte del Medio Oriente, oltre alla Tracia: le zone interessate furono in particolare l'Egitto, il Levante, la Mesopotamia, il Caucaso, l'Anatolia, e persino i dintorni di Costantinopoli stessa videro l'imperversare della battaglia.
Se nella prima fase del conflitto (dal 602 al 622) i Persiani conseguirono importanti successi, occupando senza incontrare grandi difficoltà Siria, Palestina, Egitto, e pure alcune regioni dell'Anatolia, l'ascesa al trono bizantino di Eraclio, nel 610, ribaltò le sorti della guerra e alla fine portò alla sconfitta persiana, nonostante i successi iniziali di Cosroe II. Le campagne di Eraclio, condotte direttamente in territorio persiano dal 622 al 626, alterarono l'equilibrio, costringendo i Persiani sulla difensiva e permettendo ai Bizantini di riguadagnare terreno. Una volta alleatisi con gli Avari, rivali balcanici di Bisanzio, i Persiani fecero un ultimo tentativo di espugnare Costantinopoli nel 626 per costringere alla resa i Romei, ma fallirono nell'impresa. La vittoriosa campagna finale di Eraclio in Assiria nell'inverno del 627/628 obbligò i Persiani, dunque, a implorare una pace: in questo modo i Bizantini ottennero la restituzione dei territori occupati dai Persiani nei primi due decenni del conflitto, oltre che la restituzione della reliquia della Vera Croce.
Il lungo e logorante conflitto tuttavia indebolì entrambi i contendenti, portando all'esaurimento delle loro risorse umane e materiali. Conseguentemente, ambedue le potenze belligeranti divennero vulnerabili all'ascesa improvvisa del Califfato dei Rashidun (retto da Arabi musulmani), i cui eserciti invasero entrambi gli imperi solo alcuni anni dopo la fine dello scontro. Gli eserciti califfali musulmani, approfittando del momento di debolezza dei due imperi, rapidamente conquistarono l'intero impero sasanide e privarono l'Impero romano d'Oriente dei suoi territori in Siria e Palestina, nel Caucaso, in Egitto e in Nord Africa, riducendo significativamente l'estensione di quest'ultimo.

## Contesto storico
Dopo circa un ventennio di guerra inconcludente, l'imperatore bizantino Maurizio concluse a suo vantaggio la guerra romano-persiana del 572-591 aiutando lo spodestato re sasanide Cosroe II a riprendersi il trono usurpatogli dal generale ribelle Bahram Chobin. In cambio, i Sasanidi cedettero ai Bizantini la città frontaliera di Dara e la porzione dell'Armenia da loro controllata, anche se, per la precisione, la tregua non prevedeva la cessione dell'Iberia caucasica e dell'Abcasia. In aggiunta, i Bizantini non erano più costretti a pagare un tributo ai Sasanidi. Cosroe II fu sempre grato a Maurizio per l'aiuto fornitogli e pare che avesse sposato una delle sue figlie, diventando quindi genero dell'imperatore d'Oriente. Dopo aver vinto i Persiani, Maurizio decise di volgersi contro gli Avari, che stavano devastando le province balcaniche.
L'eccessiva prodigalità di Tiberio II Costantino (che aveva distribuito grandi somme di denaro ai poveri e ai bisognosi) aveva svuotato le casse dello Stato. Maurizio, successore di Tiberio II, al fine di risanare il bilancio e rimpinguare l'erario, fu costretto ad alzare le tasse e a ridurre i salari dei soldati; in questo modo, tuttavia, si attirò le antipatie e l'odio dell'esercito, portando a ben quattro ammutinamenti nel corso del suo regno, l'ultimo dei quali gli fu fatale. Nel 602, l'augusto costantinopolitano ordinò alle sue truppe di svernare oltre il Danubio, in territorio avaro, in modo da risparmiare su viveri e accampamenti; questo ordine, non gradito dai soldati, provocò l'aperta ribellione dell'esercito, che proclamò il centurione trace Foca imperatore. L'esercito ribelle si diresse, quindi, verso Costantinopoli, con lo scopo di rovesciare Maurizio. Quest'ultimo tentò di difendere la capitale dai ribelli armando gli Azzurri e i Verdi, le due fazioni dell'ippodromo, ma ciò non diede i frutti sperati e Maurizio fu costretto alla fuga. Pochi giorni dopo (il 27 novembre 602) egli venne catturato e giustiziato, insieme con i suoi cinque figli maschi, dai soldati fedeli a Foca.

## Casus belli

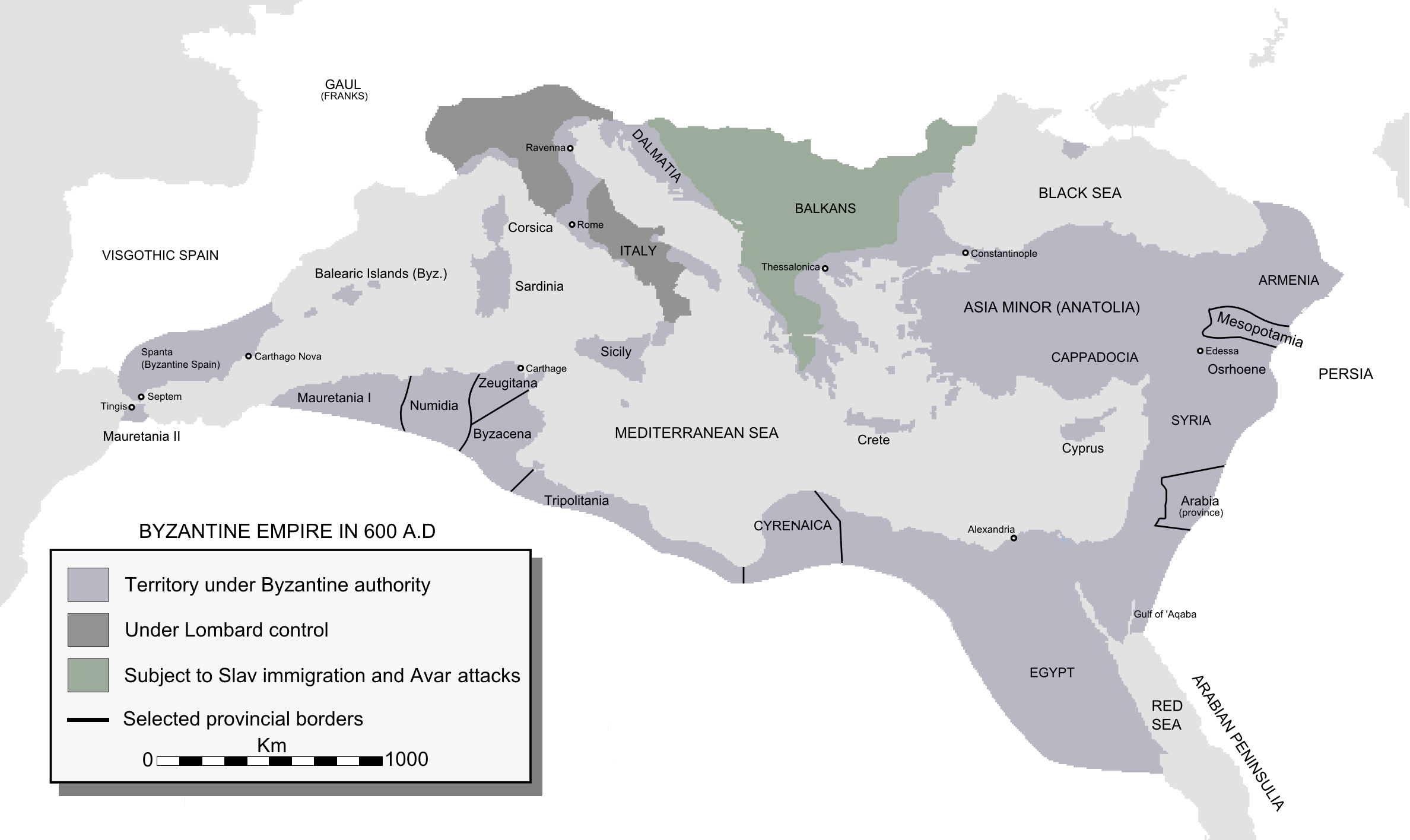
L'Impero bizantino agli inizi del VII secolo.

Nella primavera del 603, Foca inviò in Persia l'ambasciatore Bilios ad annunciare allo Shāhanshāh persiano Cosroe II la morte di Maurizio e l'ascesa al potere del nuovo imperatore. Ma quando Cosroe, amico di Maurizio e memore dell'aiuto fornitogli pochi anni prima, venne a conoscenza dell'assassinio di quest'ultimo, approfittò di ciò per dichiarare guerra all'impero romano d'Oriente, con il pretesto di vendicare la sua morte. Ordinò quindi alle guardie di palazzo di arrestare l'ambasciatore e si risolse a iniziare contro i Bizantini una nuova guerra, che sarebbe durata circa trent'anni.
Un ulteriore pretesto per dichiarare guerra all'Impero bizantino gli fu fornito dalla richiesta di soccorso ricevuta dal magister militum Narsete. Quest'ultimo, infatti, non aveva riconosciuto Foca come imperatore legittimo e di conseguenza si rivoltò contro di lui occupando la città di Edessa. Foca ordinò al generale Germano di assediare Edessa, spingendo Narsete a chiedere aiuto a Cosroe II, che si sentì obbligato a vendicare la morte di Maurizio, da lui definito un «amico e padre». Narsete sosteneva inoltre di avere con sé Teodosio, figlio di Maurizio, fornendo a Cosroe II un ulteriore pretesto per invadere l'Impero; infatti il sovrano persiano dichiarò di voler deporre Foca non solo per vendicare la morte di Maurizio, ma anche per porre sul trono bizantino il sedicente Teodosio, erede legittimo al trono. Bisogna sottolineare che non è certo che il sedicente Teodosio fosse proprio Teodosio, il figlio di Maurizio: quest'ultimo, infatti, era ufficialmente morto, ucciso da un soldato di Foca l'anno prima; e per Teofane, storico bizantino non coevo di tali fatti, il Teodosio che Cosroe II voleva porre sul trono bizantino era un impostore.

## Prima fase (603-621)

### Ribellione di Narsete e conquista persiana della Mesopotamia

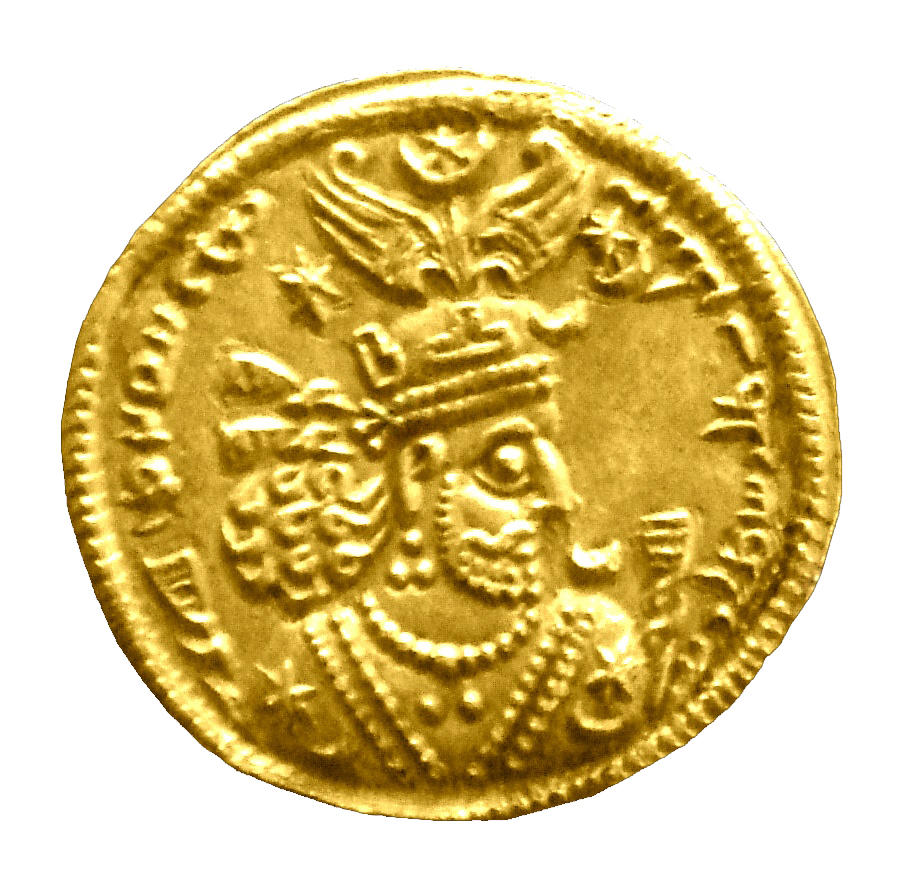
Moneta con l'immagine di Cosroe II.

Germano, ricevuto l'incarico di sedare la rivolta di Narsete, assediò per un breve periodo Edessa, dove il generale ribelle si era rifugiato. Tuttavia, ben presto (già nel 604) gli aiuti persiani arrivarono e sconfissero i Bizantini assedianti, liberando così Edessa dall'assedio. Grati a Cosroe, i ribelli permisero ai Persiani di entrare nella città; qui Narsete vestì con indumenti regali un giovane, gli mise una corona in testa e lo presentò a Cosroe dicendogli: «Questi è il figlio dell'Imperatore Maurizio, Teodosio: abbi pietà di lui, così come suo padre ha avuto pietà di te». Cosroe II ricevette il presunto figlio di Maurizio con gratitudine portandoselo con sé e trattandolo da pari; Cosroe progettava di deporre l'usurpatore Foca e mettere sul trono bizantino proprio il sedicente Teodosio, in quanto legittimo erede al trono.
Dopo la morte di Germano, Foca affidò il comando dell'esercito a Leonzio con l'incarico di catturare Narsete, mentre inviava un secondo esercito contro Cosroe. Ciononostante, non solo Narsete riuscì a sfuggire a Leonzio, ma l'altra armata bizantina venne sconfitta presso la roccaforte di Dara, in Alta Mesopotamia, portando alla cattura di questa importante e nevralgica fortezza nel 605, e facendo perdere prestigio al regime militare di Foca. Inoltre, invece di combattere i Persiani, Foca si concentrò nella conversione forzata degli Ebrei residenti nell'Impero. In questo modo, egli diventò un grande nemico degli Ebrei, che accolsero di conseguenza i Persiani a braccia aperte considerandoli dei liberatori.
Tra il 604 e il 610 i Persiani invasero ed espugnarono tutte le fortezze romane ad oriente dell'Eufrate, inanellando una serie di vittorie. Le prime a cadere furono quelle dell'Osroene e della Mesopotamia, tra cui Mardin (606-607 o 608-609), Cephas (circa sei mesi prima di Mardin), Amida (606/607 o 608/609), Resena (estate 607 o 609), Edessa e Callinicum. Tuttavia, nonostante l'assenza di un esercito romano nella regione e di una vera e propria resistenza armata, i Persiani impiegarono molto tempo ad espugnare tali fortezze, dal momento che i Bizantini avevano investito, nel corso del VI secolo, molto denaro per renderle decisamente ostiche e resistenti agli assedi. Tali conquiste ebbero ovviamente come risultato una ragguardevole emigrazione di Romei a ovest del fiume, segno che la guerra non era iniziata nel modo migliore per l'impero romano d'Oriente. A peggiorare le cose vi fu l'esecuzione del generale ribelle Narsete, che era talmente temuto dai Persiani che, si riporta, i loro figli si spaventavano quando sentivano pronunciare il suo nome; tale esecuzione certamente indebolì la resistenza bizantina.
Nel caso di Mardin, dopo la resa della guarnigione bizantina, furono i monaci locali a continuare a difendere tenacemente il fortilizio dagli assalti persiani con propugnacoli e guerriglie. Conquistate queste città, lo scià di Persia cercò di ingraziarsi gli abitanti indigeni rimuovendo dalle loro diocesi i vescovi calcedoniani e sostituendoli con altri anticalcedoniani. Nel frattempo (608) Eraclio si era ribellato a Foca e di conseguenza i Bizantini, dovendo reprimere questa nuova sedizione, non poterono effettuare alcuna sortita contro-offensiva.
Tra il 609 e il 610 i Persiani si concentrarono nell'occupazione delle ultime città dell'Osroene ancora in mano bizantina, conquistando Edessa, Carre, Callinicum e Circesium. Essi riuscirono addirittura a conquistare Edessa, città ritenuta inespugnabile a causa di una promessa fatta da Gesù al re Abgar; e il 7 agosto 610 il generale persiano Shahrvaraz giunse a sottomettere Zenobia, la prima città a ovest dell'Eufrate a essere occupata dai Sasanidi nel corso della guerra.

### La conquista persiana dell'Armenia
In Armenia, al contrario, la conquista persiana fu più lenta e difficoltosa. Nell'inverno del 603 venne nominato comandante delle forze persiane in territorio armeno il generale Dzuan Veh, che, tuttavia, nel corso del 604 venne sconfitto dai Bizantini a Erevan e venne perciò sostituito da Cosroe con Datoyean. Quest'ultimo, nel 605, riuscì a battere i Bizantini e gli Armeni nella battaglia di Getik. L'esercito persiano vittorioso ritornò quindi in Atropatene, provincia persiana. Nel 606 il comando dell'esercito venne affidato a Khusrow (italianizzato come "Cosroe"), che sconfisse ad Anglon il comandante bizantino Teodosio, che venne catturato. L'avanzata persiana continuò e nel 606/607 il comandante persiano Ashtat, accompagnato da colui che sosteneva di essere Teodosio, primogenito di Maurizio, sconfisse di nuovo i Bizantini, conquistando la città di Teodosiopoli. Tra il 607 e il 608 Shahin sconfisse i Bizantini comandati dal generale Domenziolo presso Teodosiopoli e li espulse dall'Armenia. Un marzbān (ossia un governatore) venne inviato da Cosroe II a Dvin, la principale città dell'Armenia bizantina, per dirigere le operazioni e l'amministrazione locale in sua vece.
La rapida successione di trionfi persiani rese manifesta la debolezza dell'Impero bizantino, l'incapacità militare e gestionale di Foca e l'odio che i suoi sudditi provavano per lui; e Cosroe fornì loro una decente giustificazione per sottomettersi o rivoltarsi a Foca, spargendo la voce che il figlio di Maurizio ed erede legittimo al trono, Teodosio, era ancora vivo e che viveva in quel momento alla corte di Persia, trattato con tutti gli onori.

### Deposizione di Foca

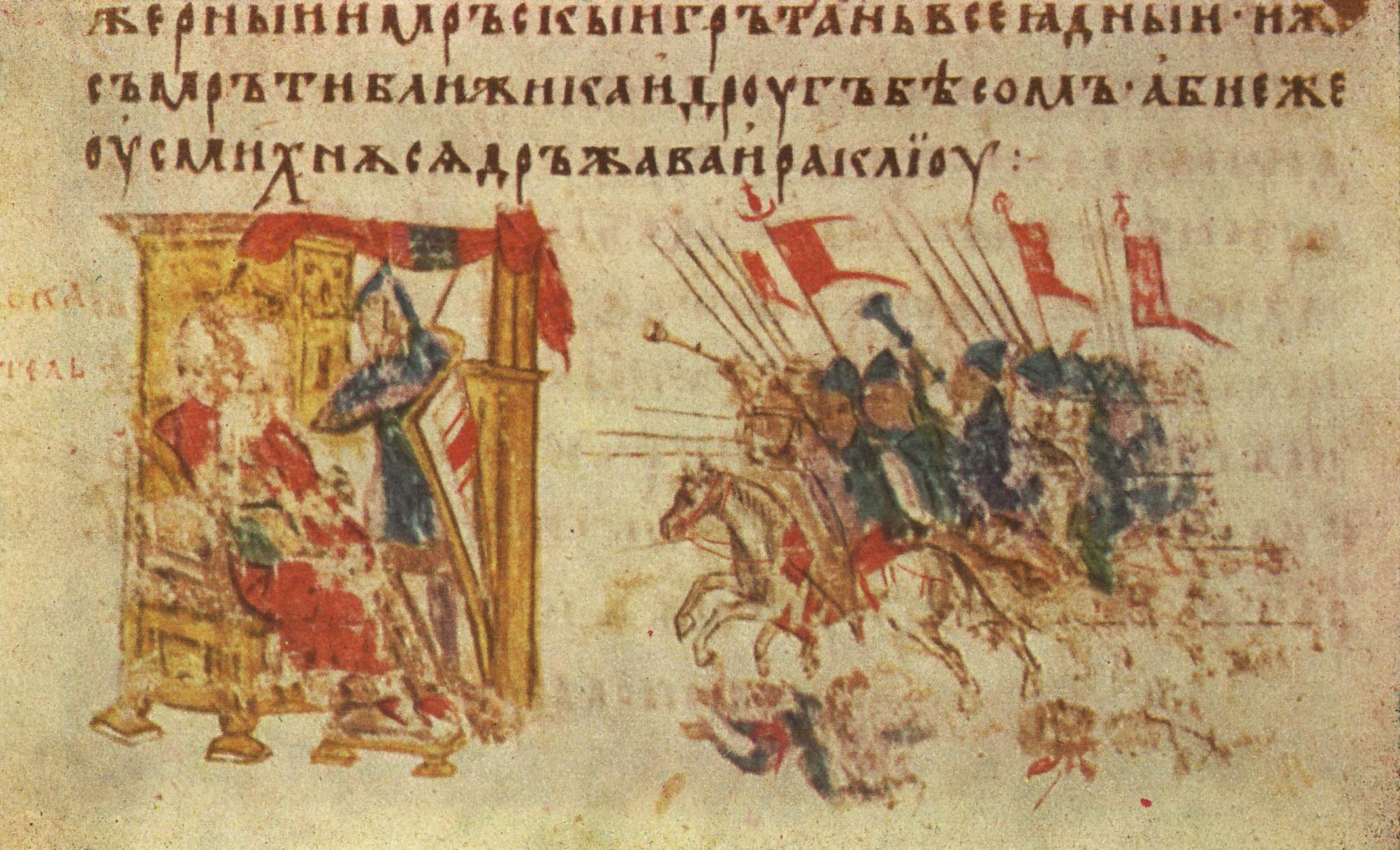
Rappresentazione dei soldati di Eraclio I, in procinto di aggredire e detronizzare Foca.

Intorno al 610/611, i Persiani iniziarono l'invasione della Siria approfittando dei dissidi interni e delle lotte intestine che continuavano ad affliggere l'Impero d'Oriente; Foca, infatti, si trovava in una situazione difficile perché l'esarca d'Africa Eraclio il Vecchio e suo figlio Eraclio, futuro imperatore, si erano ribellati e avevano occupato l'Egitto, mentre in Palestina era scoppiata una rivolta guidata dagli Ebrei, invisi a Foca; l'augusto, per sedare queste rivolte, dovette richiamare in patria gli eserciti che avevano il compito di combattere i Persiani e in questo modo facilitò un'ulteriore espansione persiana in territorio bizantino. I due Eraclio si erano rivoltati nel 608, sobillati da Prisco, genero di Foca. Eraclio il Vecchio proclamò sé stesso e il figlio consoli — rivendicando in questo modo implicitamente il titolo imperiale — e fece coniare delle monete raffiguranti i due vestiti con abiti consolari. Eraclio il Vecchio inviò suo nipote Niceta ad attaccare l'Egitto, conquista che venne completata nel 610. Nel frattempo i ribelli allestirono una flotta, che, comandata dal giovane Eraclio, si diresse alla volta di Costantinopoli. Ogni resistenza organizzata contro la rivolta di Eraclio presto si dissolse e Foca venne consegnato agli insorti dal patrizio Probo (secondo la testimonianza di Fozio). Foca venne giustiziato; ma prima dell'esecuzione ci fu un breve dialogo tra lui e il suo successore Eraclio:
L'ondata di resistenza a Eraclio non era però ancora stata placata definitivamente; il fratello di Foca, Comenziolo, si trovava infatti al comando di un considerevole esercito nell'Anatolia centrale, ma venne assassinato dal comandante armeno Giustino, che tolse così di mezzo una grande minaccia per Eraclio. Tuttavia, il trasferimento delle truppe di Comenziolo in Oriente venne posticipata, e così fu permesso ai Persiani di avanzare ulteriormente all'interno dei domini bizantini.

### Primi tentativi di fermare l'avanzata persiana
Nemmeno con il nuovo imperatore proclamato Eraclio la situazione migliorò per i Bizantini: i Persiani, infatti, rifiutarono le proposte di pace del basileus in quanto lo consideravano un usurpatore ed essendo secondo loro Teodosio il legittimo erede al trono, così gli ambasciatori bizantini inviati a trattare le condizioni di pace furono, per ordine dello scià, uccisi. Secondo Walter E. Kaegi, è possibile che l'obiettivo dei Persiani fosse quello di restaurare gli antichi confini dell'impero retto dalla dinastia achemenide conquistando l'intero Impero bizantino, sebbene, a causa della perdita degli archivi persiani, non sia possibile provarlo e si tratti di una congettura.
I Persiani, in un primo momento, avevano costretto i Bizantini a difendersi su due fronti, in Armenia e sull'Eufrate. Una volta conquistata l'Armenia, i Persiani mossero verso la Siria, culminando con la conquista di Antiochia nel 611; la conquista della capitale della Siria, tuttavia, non fruttò loro un gran bottino di guerra, dato che la città era già stata devastata da diversi terremoti negli anni precedenti. Nello stesso anno gli invasori occuparono la Cappadocia e, guidati dal loro generale Shahin, conquistarono Cesarea, ma Prisco, il genero di Foca, diede inizio a un lungo assedio, durato ben un anno, in modo da intrappolarli nella città-fortezza e distogliere una parte delle forze sasanidi.
Durante le operazioni ossidionali Eraclio raggiunse Prisco, accampatosi nei pressi di Cesarea. Tuttavia, egli finse di essere malato e non si incontrò con l'imperatore. Questo era un insulto velato a Eraclio, che dovette nascondere le proprie antipatie nei confronti di Prisco e tornare a Costantinopoli nel 612. Nel frattempo, le truppe di Shahin riuscirono a sfuggire al blocco di Prisco e incendiarono Cesarea, facendo infuriare Eraclio per il fallimento della manovra di accerchiamento. In seguito a questo insuccesso, Eraclio decise di togliere il comando dell'esercito a Prisco e di costringerlo a farsi monaco, insieme ad altri rimasti fedeli, o sospettati di esserlo, a Foca. Scelse allora come comandante delle truppe anatoliche Filippico, un vecchio generale bizantino già autore di alcuni successi sotto Maurizio; tuttavia nemmeno Filippico si dimostrò all'altezza della situazione, evitando il confronto diretto con il nemico. Eraclio quindi assunse egli stesso il comando delle operazioni militari insieme al fratello Teodoro nel tentativo di risollevare le sorti della guerra.

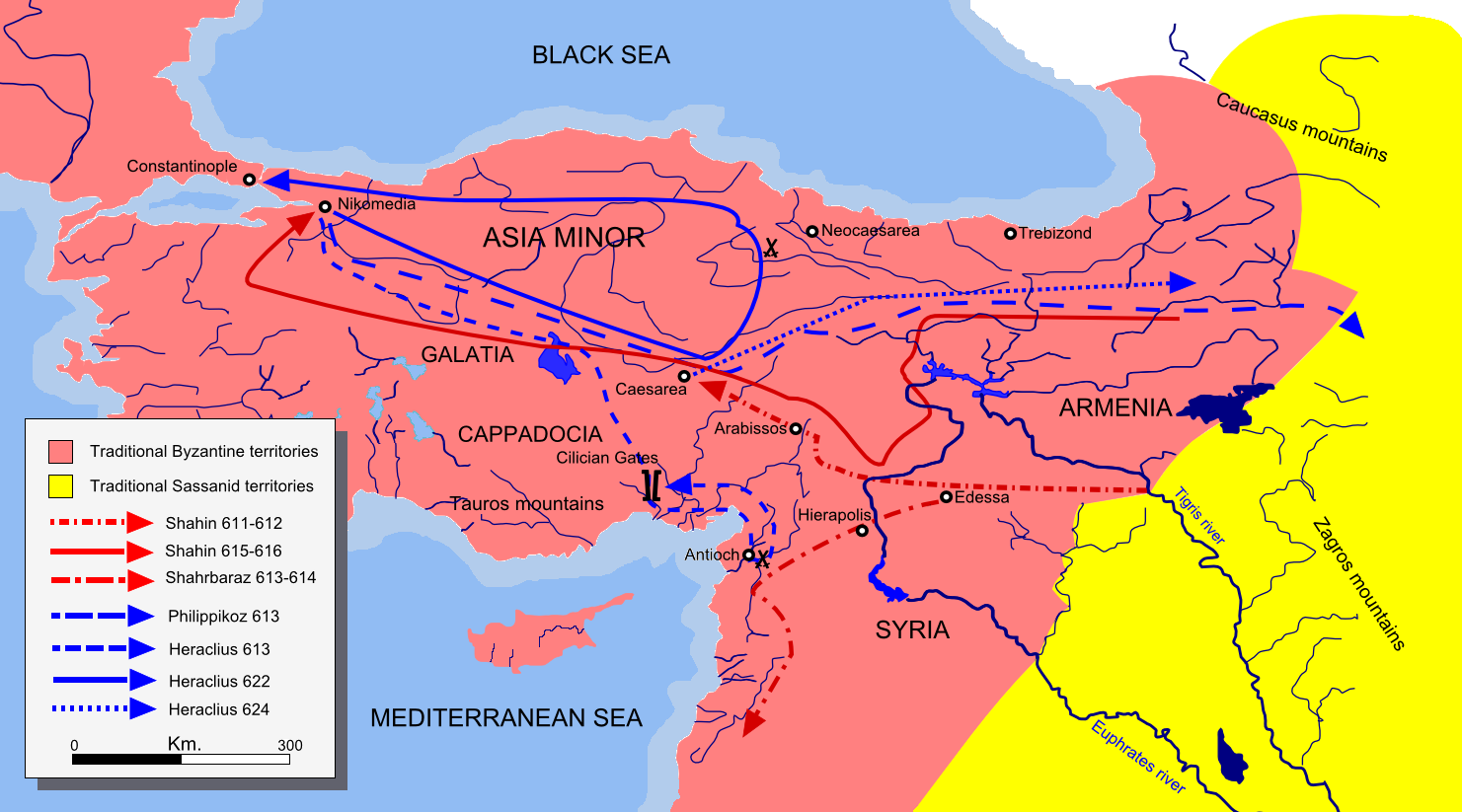
Mappa delle campagne che ebbero luogo tra il 611 e il 624 in Siria, Asia Minore, Armenia e Mesopotamia.

Nel frattempo il generale Shahrvaraz aveva invaso la Siria bizantina; Eraclio tentò di fermare l'invasione ad Antiochia, dopo aver ottenuto una benedizione da san Teodoro il Siceota. Cionondimeno, ad Antiochia, i Bizantini, condotti dall'imperatore stesso e da suo cugino Niceta, subirono una grave sconfitta per mano di Shahin. Dopo un'altra vittoria a nord dell'Antiochia siriaca, i Persiani occuparono Tarso e la Cilicia. In seguito a questa sconfitta, l'Impero venne spezzato in due parti, con Costantinopoli e l'Anatolia rimasta in mano bizantina da una parte e la Siria, la Palestina, l'Egitto, e l'Esarcato di Cartagine dall'altra.

### L'Impero bizantino sull'orlo del collasso
La resistenza locale ai Persiani in Siria e in Palestina non fu strenua; in genere gli abitanti locali tentavano di negoziare con i Persiani e non esporsi troppo. Le città di Damasco, Apamea ed Emesa caddero rapidamente nel corso del 613, dando ai Persiani un'opportunità per spingersi ancora più a sud. Niceta, cugino di Eraclio, continuava a resistere ai Persiani, ma venne da essi sconfitto ancora una volta presso Adhri'at. Riuscì, tuttavia, a conseguire una piccola vittoria vicino Emesa, dove entrambe le parti subirono pesanti perdite: circa 20 000 uomini perirono. Questa vittoria non ebbe però seguito e, dopo un assedio di tre settimane, i Persiani riuscirono nell'impresa di espugnare la città di Gerusalemme, nonostante la strenua e pervicace opposizione degli abitanti. Un numero compreso tra 57 000 e 66 500 persone vennero massacrate; altre 35 000 vennero ridotte in schiavitù, incluso il patriarca Zaccaria. Molte chiese della città (inclusi il Santo Sepolcro e le chiese di Costantino ed Elena) vennero date alle fiamme, mentre varie reliquie (quali la Vera Croce, la Lancia Sacra e la Sacra Spugna) vennero portate a Ctesifonte, la capitale dell'Impero sasanide. La perdita di queste reliquie venne interpretata dai Bizantini come un chiaro segno di sfavore divino nei loro confronti. Molti accusarono gli Ebrei di aver provocato non solo la perdita della Siria, ma anche le altre sventure che affliggevano l'impero. In effetti alcune fonti riportano che gli Ebrei aiutarono i Persiani a conquistare alcune città e che tentarono di sterminare i cristiani nelle città che i Persiani avevano già catturato; questi resoconti sono probabilmente fortemente esagerati e parziali e il risultato dell'isteria generale per la gravità della situazione.
Nel 616 (o, secondo alcuni storici, nel 619) il comandante Shahrvaraz invase l'Egitto. La resistenza ad Alessandria venne approntata e guidata dal generale Niceta. Dopo aver resistito per un anno, la capitale d'Egitto cadde in mano sasanide a causa di un traditore che informò i Persiani dell'esistenza di un canale inutilizzato, che permise alle truppe persiane di sorprendere i difensori trincerati, entrare in città e poi di saccheggiarla. Niceta e il patriarca Giovanni si rifugiarono, vista la caduta della difesa alessandrina, a Cipro. Il destino di Niceta non è noto dopo questi avvenimenti, poiché scompare dalle fonti per non ricomparirvi più; in ogni caso, Eraclio si ritrovò privo di un fidato e capace comandante. La perdita dell'Egitto fu un severo colpo inferto all'impero, in quanto Costantinopoli importava ingenti derrate di grano dal fertile Egitto per sfamare la popolazione. Come ripercussione, la razione gratuita di grano a Costantinopoli venne abolita nel 618.
Dopo la conquista dell'Egitto, i Persiani si spinsero fino a Tripoli occupando la colonia greca di Cirene; alcune fonti affermano che anche Cartagine venne occupata dai Persiani, ma, in seguito, si è scoperto che la presunta conquista di Cartagine è frutto di un errore dovuto a una copiatura errata delle Cronache di Teofane (in particolare il copista aveva trascritto "Cartagine" invece di "Calcedonia", confondendosi a causa del fatto che le due parole, in greco, sono molto simili).
La situazione divenne ancora più critica per Bisanzio quando Calcedonia fu espugnata nel 617 da Shahin, facendo sì che la popolazione di Costantinopoli potesse scorgere da vicino gli accampamenti persiani - tanto l'esercito sasanide si era avvicinato alla capitale bizantina. Shahin ricevette cortesemente una delegazione bizantina implorante la pace, ma sostenne che non aveva l'autorità per negoziare. I Persiani si ritirarono ben presto, probabilmente per concentrarsi sull'invasione dell'Egitto e consolidare la loro presenza in Africa, ma mantennero comunque in Asia Minore sia Ancyra, un'importante base militare nell'Anatolia centrale caduta nelle loro mani nel 620 o nel 622, che l'isola di Rodi, caduta nel 622 o 623; Rodi costituiva una base navale cruciale ed è possibile che i Persiani avessero avuto l'intenzione di utilizzarla come testa di ponte per un futuro attacco navale a Costantinopoli. Secondo Gibbon, se Cosroe II si fosse trovato in possesso di una flotta potente avrebbe avuto la possibilità di portare la morte e la devastazione perfino in Europa. Nel 621 quasi tutto l'impero bizantino si ritrovava occupato dai Persiani, e sotto il suo controllo rimanevano solo la Grecia, l'Anatolia e i lontani esarcati d'Italia e d'Africa.

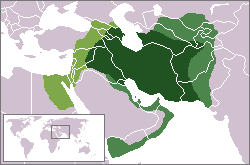
L'Impero sasanide nel 621, con i territori bizantini acquisiti in verde chiaro.

Per Eraclio la situazione sembrava disperata: Cosroe rifiutava ostinatamente ogni proposta di pace e, come se non bastasse, i Balcani vennero devastati dagli Avari; inoltre, dopo la perdita dell'Egitto, Costantinopoli, i cui abitanti iniziavano a patire la fame, venne colpita da carestie e pestilenze.

### I tentativi di pace e il tradimento degli Avari
Nel 617/618 Eraclio organizzò un incontro con il generale sasanide Shahin per chiedergli una tregua e Shahin si offrì di andare, scortato da un'ambasciata bizantina, al cospetto di Cosroe II per tentare di convincerlo a negoziare una tregua. L'offerta amichevole del generale persiano venne accettata e il prefetto del pretorio Olimpio, il prefetto della città Leonzio e l'ecclesiastico Anastasio chiesero umilmente la pace allo scià di Persia. Ma il piano non andò come sperato: Cosroe II infatti andò su tutte le furie quando l'ambasciata bizantina arrivò:
(Gibbon, Storia della decadenza e rovina dell'impero romano)
I tre ambasciatori vennero fatti prigionieri, incatenati e giustiziati. Secondo Niceforo, Shahin (chiamato da Niceforo Saito), per la sua presunzione, venne scuoiato vivo e la sua pelle venne utilizzata per farne un otre ma ciò è in contrasto con il fatto che negli anni successivi costui combatté contro i Bizantini, quindi non poteva essere morto. Nel 618 l'Imperatore, ormai sfiduciato, decise di rifugiarsi a Cartagine, città che riteneva più sicura di Costantinopoli. Il patriarca di Costantinopoli però impedì la sua fuga, lo portò nella Chiesa di Santa Sofia e lo esortò a giurare che avrebbe dato la vita pur di sconfiggere i Persiani e che non sarebbe fuggito davanti al pericolo. Nel frattempo (619) gli Avari sembravano aver abbandonato i loro sogni di conquista e decisero di riconciliarsi con Costantinopoli chiedendo un incontro tra il loro Khagan ed Eraclio. Per festeggiare la riconciliazione vennero organizzati dei giochi equestri a Heracleia nelle vicinanze di Costantinopoli; purtroppo per i Bizantini l'apparente riconciliazione era solo un inganno degli Avari: infatti durante i giochi irruppero nell'ippodromo dei cavalieri nemici sciti che insieme agli Avari traditori saccheggiarono i sobborghi di Costantinopoli e portarono con sé oltre il Danubio ben 270 000 prigionieri. Eraclio stesso, che avrebbe dovuto incontrare il khagan degli Avari, rischiò di essere catturato a tradimento ma riuscì a fuggire e a tornare nella capitale sano e salvo grazie alla sveltezza del suo cavallo. Nel 620 gli Avari concessero una tregua all'Impero. Secondo Howard-Johnston i succitati avvenimenti avvennero non nel 619 ma nel 623, anno in cui si raggiunse una tregua tra Bizantini e Avari.
Comunque l'esperienza di sei anni di guerra aveva persuaso Cosroe a rinunciare alla conquista di Costantinopoli e di accontentarsi di un tributo annuale che i romani d'Oriente avrebbero dovuto pagare ai Persiani; il tributo annuale consisteva in un migliaio di talenti d'oro, un migliaio di talenti d'argento, un migliaio di abiti di seta, un migliaio di cavalli e un migliaio di vergini. Eraclio accettò queste condizioni, pur non arrendendosi: stava infatti riorganizzando il suo esercito in modo da recuperare l'onore perduto e liberare le terre occupate dal nemico.

## Seconda fase (622-628)

### Riorganizzazione
Eraclio iniziò a riorganizzare drasticamente l'impero in vista della spedizione contro la Persia. Già nel 615, le monete d'argento bizantine recanti le usuali immagini di Eraclio e di suo figlio Eraclio Costantino, oltre a diminuire di peso, recavano atipicamente la scritta Deus adiuta Romanis, cioè "Dio aiuti i Romani"; secondo Kaegi ciò sarebbe una conferma della disperazione dell'Impero in quel periodo. Anche il follis di rame diminuì di peso da 11 grammi a circa 8-9 grammi. Eraclio dovette affrontare un grave crollo del gettito fiscale a causa della perdita di diverse province; inoltre una pestilenza scoppiata nel 619 peggiorò ulteriormente la situazione finanziaria dello stato abbassando ancor di più la base tassabile. Sembra che la diminuzione di peso delle monete permise ai Bizantini di sostenere le spese nonostante il crollo del gettito fiscale.
Eraclio procedette a dimezzare la paga degli ufficiali, ad aumentare le tasse e forzare prestiti nel tentativo di ottenere il denaro necessario per finanziare la sua controffensiva. Il clero bizantino, nonostante condannasse il matrimonio incestuoso di Eraclio con sua nipote Martina, riteneva che fosse il compito di ogni cristiano combattere contro i Persiani, per cui appoggiò fortemente i suoi tentativi accettando di finanziare l'Impresa permettendogli di requisire tutti i piatti d'oro e d'argento appartenenti alla Chiesa nella Capitale. Tanta era la necessità di ottenere fondi per la spedizione che i monumenti furono spogliati di bronzo e di altri metalli preziosi, e nemmeno Hagia Sophia scampò a questa sorte. Questa campagna militare è stata vista da taluni come la prima "crociata", o per lo meno un'antesignana delle Crociate; questa tradizione storiografica è cominciata con Guglielmo di Tiro, ma non tutti concordano con essa: per Kaegi, per esempio, la religione non era l'unica componente della guerra, ma una delle tante. Migliaia di volontari furono raccolti ed equipaggiati utilizzando il denaro proveniente dalla Chiesa. Eraclio stesso decise di comandare direttamente l'esercito. Grazie alla riorganizzazione attuata in tal modo da Eraclio, l'esercito bizantino era stato rinforzato da nuove leve, riequipaggiato, e messo alla guida di un competente generale - Eraclio stesso - mentre le casse dello stato furono rimpinguate.
Alcuni hanno spiegato la vittoria finale di Eraclio con la creazione dei Temi, i distretti militari bizantini, da parte dell'Imperatore. Secondo la storiografia classica, fu in questo momento che l'Imperatore riorganizzò i territori dell'Asia minore non ancora occupati dal nemico in temi, circoscrizioni militari difese da soldati-contadini locali (stratioti). Secondo la teoria classica, i primi temi si formarono quando i soldati-coloni a difesa del limes (limitanei), evacuando le zone invase dal nemico, si stanziarono in Asia Minore, dove, uniti ai corpi scelti, formarono i primi temi (si ricordi che "thema" in greco significa "esercito" e che solo in seguito indicò le nuove circoscrizioni militari). La formazione dei temi pose fine alla suddivisione dei poteri civili e militari (entrambi detenuti dal comandante dell'esercito del tema, lo strategos) e, secondo l'Ostrogorsky, «costituì il fondamento per la formazione di un forte esercito locale e rese l'impero indipendente dal costoso arruolamento di soldati stranieri». Tuttavia, secondo alcuni studiosi la riforma dei Temi fu posteriore a Eraclio (per il Treadgold per esempio i Temi sarebbero stati istituiti tra il 659 e il 661, sotto il regno di Costante II).

### Prima spedizione di Eraclio (622-623)

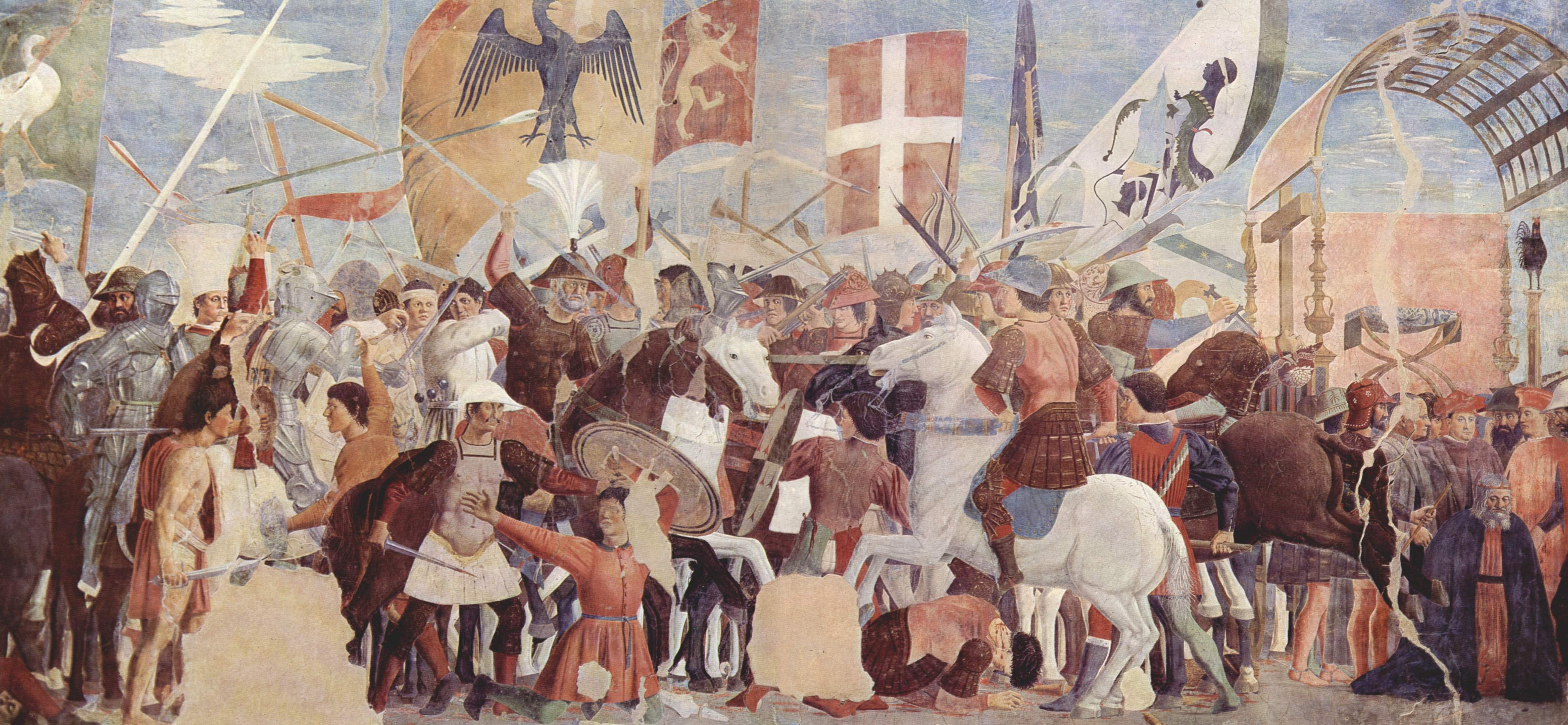
Battaglia tra l'esercito di Eraclio I ed i Persiani di Cosroe II. Dipinto di Piero della Francesca.

Nel 622, Eraclio, terminati i preparativi, lasciò Costantinopoli il giorno dopo pasqua, che in quell’anno cadeva il 4 aprile. Affidò al figlio, Eraclio Costantino, il governo della capitale sotto la tutela, vista la minore età, del Patriarca Sergio e del patrizio Bono. La sua prima mossa fu di salpare da Costantinopoli per sbarcare con l'esercito a Pylae, in Bitinia.  Nel corso dell'estate addestrò il suo esercito nelle arti della guerra, cercando di migliorarne le capacità combattive, e li motivò a combattere il nemico con orazioni in cui asseriva che gli "infedeli" persiani dovevano pagare per aver profanato gli altari sacri di Gerusalemme. In autunno, Eraclio si mosse, minacciando le comunicazioni persiane tra l'Anatolia e la valle dell'Eufrate marciando in Cappadocia e costringendo Sharvaraz a ritirare le sue truppe dalla Bitinia e Galazia per bloccare a Eraclio l'accesso alla Persia.
Cosa accadde in seguito non è completamente chiaro, ma Eraclio certamente ottenne una vittoria su Shahrvaraz nel 622 in una battaglia il cui sito non è stato identificato con certezza. Shahrvaraz divise i suoi uomini in tre parti, una delle quali venne nascosta in una piccola valle nell'attesa di tendere un'imboscata ai Bizantini; ma Eraclio venne informato da suoi informatori del piano di Shahrvaraz e mandò avanti un esiguo reparto. I Bizantini dapprima finsero di lanciarsi in battaglia, quindi si diedero a una falsa fuga, simulando il panico. I soldati nemici, che intendevano tendere loro un'imboscata, balzarono allora fuori dal nascondiglio e li inseguirono ma si trovarono di fronte gli uomini migliori di Eraclio. I Sasanidi, travolti da quell'imprevisto ed improvviso attacco, si diedero alla fuga e vennero massacrati. I Persiani vennero così inaspettatamente sconfitti e Shahrvaraz non ebbe altra scelta che quella di ritirarsi dal Ponto (febbraio 623).
Eraclio avrebbe voluto continuare la campagna, ma venne costretto a ritornare a Costantinopoli per affrontare gli Avari, che avevano appena invaso la Tracia. Lasciò il suo esercito a svernare nel Ponto e venne accolto in trionfo dalla popolazione (marzo 623). L'Augusto fece un ulteriore tentativo di firmare una tregua con la Persia, ma Cosroe rifiutò di nuovo l'offerta mandando al basileus una lettera piena di insulti in cui lo considerava uno «stupido ed inutile servo» e lo invitava a cedergli il trono in questi termini: «Io ti darò campi, vigne ed uliveti di cui viver... Quel Cristo che non poté salvare sé stesso dagli ebrei, ma che essi uccisero... come potrà salvare te dalle mie mani?». Eraclio restò nella capitale bizantina fino alla Pasqua dell'anno successivo, riuscendo a convincere, con qualche difficoltà, gli Avari a firmare un nuovo trattato di pace con i Bizantini.

### Seconda spedizione di Eraclio (624-626)

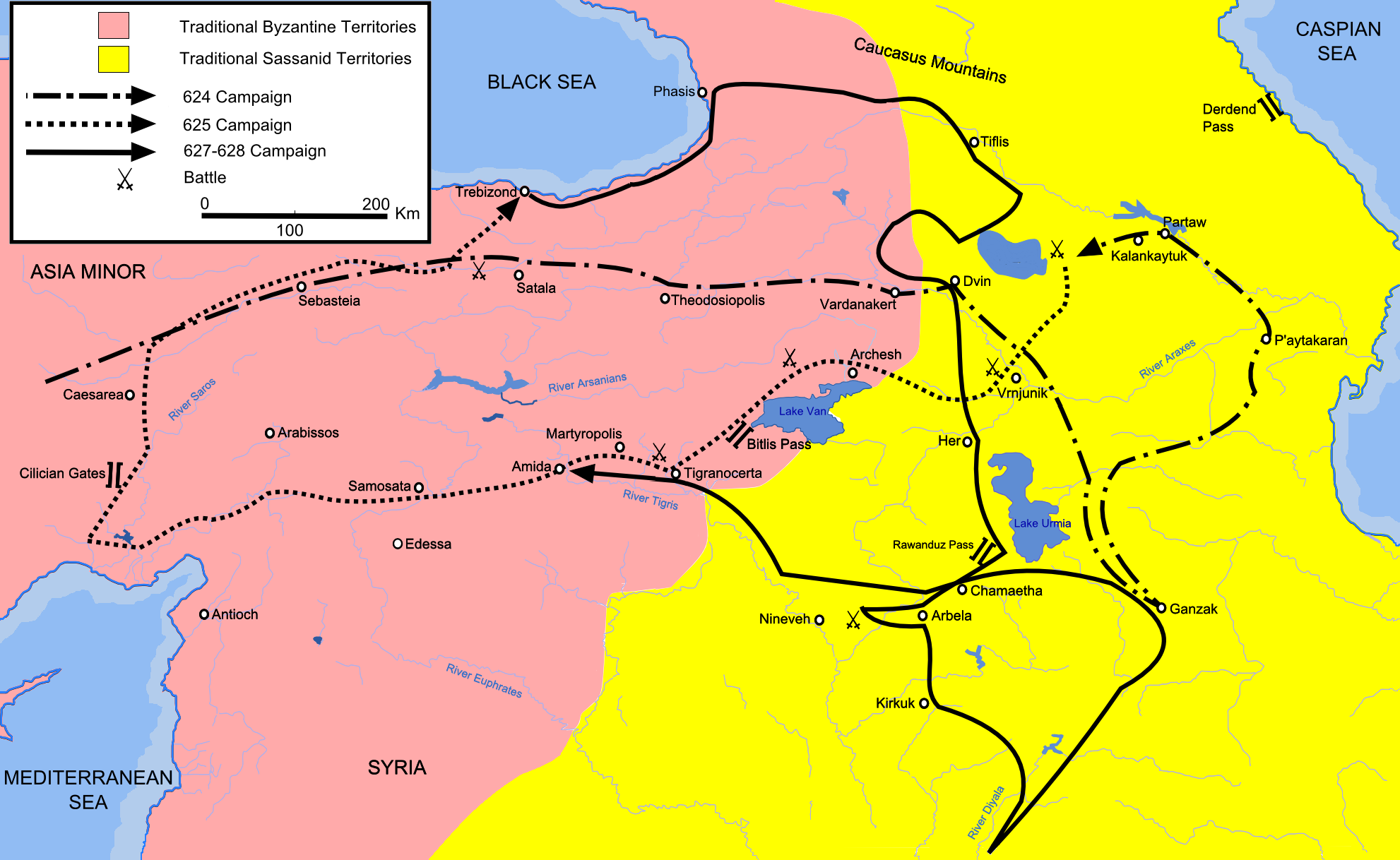
Manovre di Eraclio I durante le campagne del 624, 625 e 627-628.

Eraclio offrì la pace a Cosroe, presumibilmente nel 624, minacciando altrimenti di invadere la Persia, ma Cosroe rifiutò l'offerta. Il 25 marzo 624, Eraclio partì da Costantinopoli per condurre una seconda spedizione in territorio persiano. Dopo aver celebrato la Pasqua a Nicomedia, Eraclio, accompagnato dalla moglie, raggiunse il suo esercito che si era accampato nel Ponto. Abbandonò deliberatamente ogni tentativo di tendere sicure le sue comunicazioni con il mare, e marciò attraverso l'Armenia e l'Azerbaigian per invadere direttamente il cuore dell'impero persiano. Secondo Walter Kaegi, il suo esercito comprendeva non più di 40 000 uomini, e la stima probabile delle dimensioni dell'armata oscilla tra 20 000–24 000 soldati. Prima di invadere il Caucaso recuperò Cæsarea.
Nel frattempo Shahrvaraz su ordini del suo Shāhanshāh stava marciando di nuovo verso ovest nella speranza che Eraclio l'avrebbe inseguito e attaccato. Ma l'Augusto non prestò attenzione a questa nuova minaccia in Asia Minore e decise di invadere l'Armenia, essendo conscio del fatto che il nemico era molto debole in quella regione, dato che Cosroe, in un eccesso di sicurezza, aveva mandato a casa le truppe di Shahin, sguarnendo così la regione di truppe. L'esercito di Eraclio attraversò quindi l'Eufrate e penetrò in Armenia conquistando Teodosiopoli, che aprì le porte all'Imperatore, e Dvin, la capitale dell'Armenia persiana.
Eraclio conquistò anche Nahicevan (Iran) poi invase l'Atropatene, minacciando la sua capitale, Ganzaca; a questo punto però Cosroe II, rendendosi conto dell'errore strategico commesso, richiamò Shahrvaraz in Oriente e formò un esercito di 40 000 uomini che venne mandato a Ganzaca ad attendere i Bizantini; Eraclio allora inviò alcuni saraceni facenti parte dell'esercito bizantino in avanguardia ed essi sorpresero, uccisero o catturarono un gruppo di guardie imperiali persiane; quando Cosroe II seppe questo, fuggì ritirandosi in direzione di Ninive lasciando la città ai Bizantini. Eraclio, dopo aver saccheggiato Ganzaca, si diresse a Therbarmais, dove distrusse il Tempio del Fuoco di Takht-e Suleymān. Nel corso dell'avanzata bizantina in Armenia, vennero distrutti inoltre numerosi altri templi, delle statue di Cosroe e i resti di Thebarma o Urmia, il luogo di nascita di Zoroastro. In questo modo i Bizantini si vendicarono della deportazione della croce di Gesù Cristo ad opera dei Persiani quando essi occuparono la Palestina e Gerusalemme nel 614.
Poi inseguì Cosroe a sud, impadronendosi della residenza reale estiva sulle montagne. Tuttavia era giunto l'autunno, ed Eraclio, considerando rischiosa l'invasione della Mesopotamia, decise di interrompere l'inseguimento di Cosroe, con cui sperava di fare pace, e decise invece di svernare in Albania caucasica (Teofane sostiene invece che l'Imperatore scelse di svernare in Albania aprendo la Bibbia e trovando in una pagina a caso il nome Albania). L'Imperatore trascorse un inverno sereno in Albania e, durante la sua permanenza in quella regione, decise di liberare 50 000 prigionieri di guerra persiani (che ritornarono a Ganzaca) per fare una buona impressione ai Persiani e per non doverli sfamare.
Decise inoltre di non marciare verso Ctesifonte (la capitale persiana) perché si era reso conto che la conquista della città era inutile dato che il vero fulcro del potere persiano era l'altopiano iranico; strinse invece alcune alleanze con le popolazioni locali dell'Albania caucasica e di Tbilisi. Cosroe, allarmato per i successi bizantini, richiamò dall'Egitto e dal Bosforo molte truppe, formando in questo modo tre temibili eserciti persiani, comandati rispettivamente da Shahrvaraz, Shahin e Shahrblaganaz, che vennero mandati per tentare di fermare la vittoriosa avanzata di Eraclio. Shahraplakan recuperò del territorio fino a Siwnik, intendendo impadronirsi dei passi di montagna, mentre Shahvaraz aveva l'intenzione di bloccare la ritirata di Eraclio attraverso l'Iberia caucasica e Shahin avrebbe tentato di bloccare il passo di Bitlis.
Nel frattempo nell'accampamento bizantino gli alleati colchidei decisero di disertare e di ritornare nelle loro terre e anche i soldati più esperti avevano paura dell'esercito persiano, che era molto più numeroso di quello bizantino, a causa dell'unione degli eserciti di Shahin e Sharvarhaz; ma Eraclio, che intendeva affrontare i tre eserciti persiani separatamente, li rassicurò:
L'Augusto tentò di impedire la fusione dei tre eserciti sasanidi in un unico esercito attaccandoli nella primavera del 625 ma non riuscì a impedire che quelli di Shahrvaraz e di Shahrblaganaz si ricongiungessero. I due generali commisero però l'errore di attaccare Eraclio e il suo esercito senza attendere l'arrivo di Shahin e vennero sconfitti in battaglia a Tigranocerta, dove Shahrblaganaz trovò la morte. Infine Eraclio affrontò anche l'esercito di Shahin, sconfiggendolo. Eraclio sconfisse i tre eserciti con un'astuzia: inviò due falsi disertori dai Persiani, che diedero agli eserciti di Sharhvaraz e di Shahrblaganaz la falsa notizia che l'esercito di Shahin stesse per arrivare e che l'esercito di Eraclio era in fuga, mentre conduceva a insaputa dei Persiani il suo esercito in un campo pieno di foraggi; la mattina dopo i Persiani, credendo che i Bizantini fossero fuggiti, marciarono in modo scomposto verso il campo di foraggi dove si era fermato l'esercito bizantino; quando si trovarono di fronte l'esercito di Eraclio, non ebbero il tempo per mettersi nella formazione giusta e in questo modo i Bizantini furono vittoriosi sui Persiani a Tigranocerta.
Dopo questa vittoria, Eraclio attraversò il fiume Arasse e si accampò nelle pianure dall'altra parte. Shahin, con i resti dell'esercito suo e di quello di Shahraplakan, si unì a Shahrvaraz; tuttavia l'attraversamento delle paludi rallentò il loro inseguimento di Eraclio. Durante la stagione invernale, Eraclio decise di effettuare, con un esercito di 20 000 uomini, un attacco a sorpresa all'esercito di Shahrvaraz, che nel frattempo si era accampato a Selban; l'attacco a sorpresa ebbe successo e quasi tutti i soldati persiani vennero svenati, tranne uno che corse ad avvertire Shahrvaraz dell'attacco bizantino, permettendogli di fuggire a cavallo; tuttavia Shahrvaraz, pur riuscendo a scampare alla strage, non ebbe il tempo di vestirsi e dunque fuggì nudo, lasciando ai Bizantini la sua armatura d'oro. Eraclio svernò a Nord o a Nordest del Lago Van.
Il 1º marzo 626 Eraclio interrogò il suo esercito sulla strada da percorrere. Vi erano due alternative: o dirigersi a Taranton, oppure in Siria. I suoi uomini preferirono la Siria, più ricca di cibo. Dopo un viaggio di sette giorni, l'esercito bizantino raggiunse le rive del fiume Tigri; una volta varcato questo fiume, Eraclio conquistò Martiropoli e Amida, dove lui, l'esercito e i prigionieri ebbero modo di riposarsi dalle fatiche del viaggio e delle battaglie. Nel frattempo Shahrvaraz raccolse il suo esercito e si lanciò all'inseguimento di Eraclio. L'Augusto inviò allora un reggimento di soldati a sorvegliare i passi che conducevano alla sua posizione; dopodiché attraversò il fiume Nymphios e raggiunse l'Eufrate, dove vi era un ponte. Shahrvaraz tagliò il ponte impedendo all'imperatore di attraversarlo; tuttavia Eraclio non si perse d'animo e trovò un punto di guado grazie al quale riuscì ad attraversare il fiume e a raggiungere Samosata.
Da qui passò il monte Tauro e si diresse al fiume Saro. Qui si combatté una lunga battaglia - la battaglia del fiume Saro - tra l'esercito imperiale e quello di Shahrvaraz. Inizialmente essa si mise male per i Bizantini in quanto Shahrvaraz finse la ritirata spingendo i Bizantini ad attraversare il ponte, nonostante il divieto dell'Imperatore, per poi voltarsi indietro e uccidere molti nemici. Allora l'Augusto, con la retroguardia dell'esercito, attraversò il ponte; durante la traversata affrontò in uno scontro uno contro uno un gigantesco soldato sasanide, scaraventandolo nel fiume. Quando i Persiani videro l'Imperatore sconfiggere il gigante, furono presi dal panico e molti si gettarono nel fiume come rane, mentre altri vennero uccisi. L'Imperatore, nonostante le frecce dirette verso di lui, insieme alla retroguardia, attraversò tutto il ponte e combatté così valorosamente che Shahrvaraz, in segno di ammirazione, disse a Kosmas (un traditore bizantino passato dalla parte nemica) "Osservi, O Kosmas, come audacemente il Cesare combatte in battaglia, come combatte da solo contro una tale moltitudine e para i colpi come un'incudine?". Dopo una battaglia cruenta durata fino a tarda sera, i Bizantini prevalsero sui Persiani. Dopo la vittoria, l'Imperatore decise di proseguire la sua marcia verso Sebasteia in Cappadocia. Terminò così dopo tre anni la seconda vittoriosa spedizione di Eraclio contro i Persiani.

### L'assedio di Costantinopoli e l'alleanza con i Gokturk (626-627)

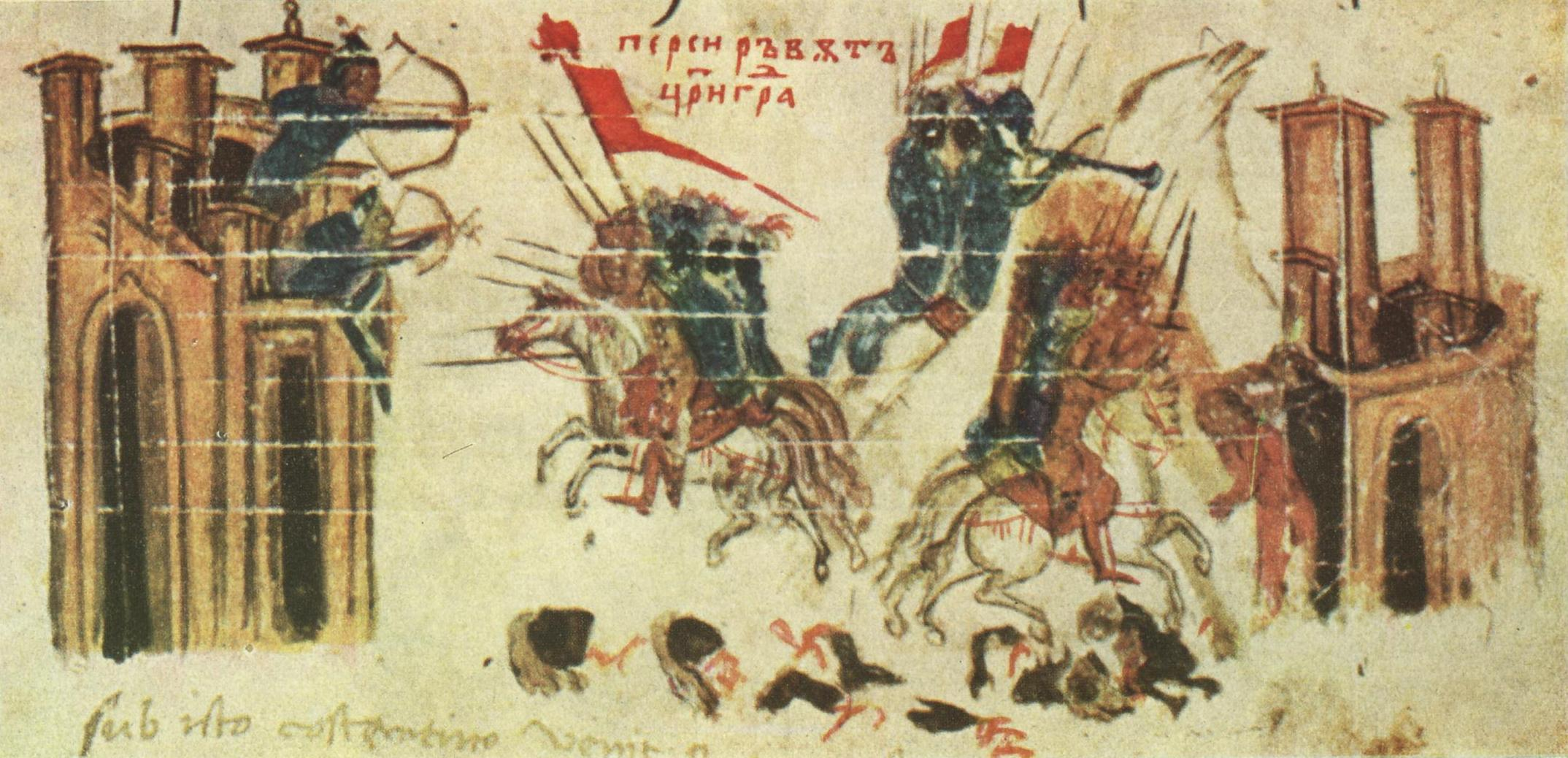
Rappresentazione di Eraclio I che sta attaccando una fortezza persiana, mentre i Persiani attaccano Costantinopoli.

Cosroe II comunque non si diede per vinto e rispose alla controffensiva di Eraclio stringendo un'alleanza con gli Avari e formando tre grossi eserciti: il primo di 50 000 uomini, soprannominati le lance d'oro, fu mandato contro Eraclio e le sue truppe; il secondo aveva l'incarico di prevenire il ricongiungimento tra l'esercito di Eraclio e quello del fratello Teodoro, e il terzo aveva l'incarico di assediare, insieme agli Avari, Costantinopoli.
L'assedio di Costantinopoli fu condotto dall'esercito persiano stazionato a Calcedonia e dagli Avari che assaltarono le mura dal lato europeo della città distruggendo l'acquedotto di Valente. Tuttavia il controllo dello stretto del Bosforo esercitato dalla potente flotta bizantina impedì ai Persiani di inviare truppe sul lato europeo per aiutare il loro alleato avaro. Ciò ovviamente ridusse l'efficacia dell'assedio, perché i Persiani erano esperti nel condurre gli assedi. Inoltre l'assedio fu complicato dalle difficoltà di comunicazione tra Persiani e Avari lungo il ben sorvegliato stretto del Bosforo, anche se in qualche modo riuscirono, anche se con difficoltà, a comunicare tra loro. Tutti a questo punto si aspettavano che Eraclio sarebbe accorso in difesa della sua capitale, ma l'Imperatore (che aveva intenzione di stringere un'alleanza con i Cazari) decise invece di dirigersi con il grosso dell'esercito nella Lazica per incontrare il khan dei Cazari, inviando solo 12 000 uomini in difesa della capitale. Eraclio inviò inoltre Teodoro ad affrontare l'esercito di Shahin, il luogotenente di Cosroe, che aveva invaso la Mesopotamia.
Alla fine la sua strategia funzionò. Teodoro (Eraclio, secondo lo storico Howard-Johnston) sconfisse, grazie a una provvidenziale tempesta di grandine che cadde solo sui soldati sasanidi, l'esercito di Shahin che, nella disperazione per la sconfitta, cadde malato e morì. La difesa di Costantinopoli era stata affidata al Patriarca Sergio e al patrizio Bono. Il 29 giugno 626 iniziò un assalto coordinato alle mura operato da circa 80 000 uomini tra Persiani e Avari; a difendere la città dagli assalti vi erano solo circa 12 000 truppe di cavalleria (probabilmente smontate da cavallo) bizantine ben addestrate contro una forza nettamente superiore numericamente. Nonostante i continui assalti durati un mese, il morale tra le truppe bizantine fu mantenuto alto a causa del fervore religioso del Patriarca Sergio e alle sue processioni lungo le Mura recando con sé l'icona della Vergine Maria (la Theotokos), nella convinzione che Dio avrebbe protetto i Bizantini, impedendo la loro capitolazione. Il 7 agosto, una flotta persiana avente l'intenzione di portare truppe sasanidi sul lato europea fu circondata e distrutta dalle navi bizantine, mentre gli Slavi sudditi degli Àvari tentarono invano di attaccare le mura dal lato del mare tramite il Corno d'Oro, mentre il principale esercito avaro attaccò le mura dal lato di terra. Ogni assalto avaro e slavo condotto dal 6 al 7 agosto fallì e, alla notizia che Teodoro aveva trionfato su Shahin, gli Àvari levarono l'assedio nel giro di due giorni, senza mai più minacciare seriamente Costantinopoli. Anche se l'esercito di Sharvaraz era ancora accampato a Calcedonia l'assedio era terminato, e, per ringraziare la Vergine Maria per aver protetto i Bizantini dalla capitolazione, fu redatto un inno Akathistos da un ignoto autore, probabilmente il Patriarca Sergio o Giorgio di Pisidia.
Mentre l'assedio di Costantinopoli era ancora in corso, Eraclio strinse un'alleanza con i Cazari, promettendo la mano di sua figlia Eudocia Epifania al loro khan Ziebel, identificato dalla storiografia odierna con Tong Yabghu. e formò un esercito di settantamila uomini tra Bizantini e loro alleati. L'Impero sasanide era ormai in difficoltà; l'ultima carta (l'assedio di Costantinopoli) non aveva funzionato e ora la Persia doveva combattere due nemici a causa dell'entrata in guerra dei Cazari.
Lo scià a questo punto decise di conseguenza di richiamare in Persia l'esercito di Shahrvaraz; i messaggeri persiani che dovevano informare Shahrvaraz degli ordini del re vennero però intercettati da Eraclio e le sue truppe; l'Imperatore decise comunque di lasciarli andare, dopo però essersi assicurato di aver sostituito la lettera originale di Cosroe II con un'altra in cui lo scià comunicava al generale persiano che l'esercito persiano era riuscito a sconfiggere quello di Eraclio e di continuare a assediare la città di Calcedonia. Dato il mancato arrivo di Shahrvaraz, Cosroe II pensò a un suo tradimento e di conseguenza inviò una lettera nell'accampamento persiano a Calcedonia in cui si ordinava al secondo in comando di uccidere Shahrvaraz. Il dispaccio militare finì però nelle mani di Shahrvaraz che ingegnosamente inserì dopo il suo nome i nomi di altri 400 ufficiali; poi convocò tutti i soldati, e chiese al Cadarigan se era disposto a eseguire gli ordini di Cosroe. I Persiani, vedendo la propria vita in pericolo, furono d'accordo con il proposito di Shahrvaraz di non obbedire più agli ordini di Cosroe II e di concludere una pace separata con i Bizantini. In questo modo Cosroe II si trovò privo del miglior generale che ancora aveva.
Nell'inverno del 626 Eraclio ritornò a Costantinopoli, facendo così riposare le proprie truppe.

### L'offensiva finale (627-628)

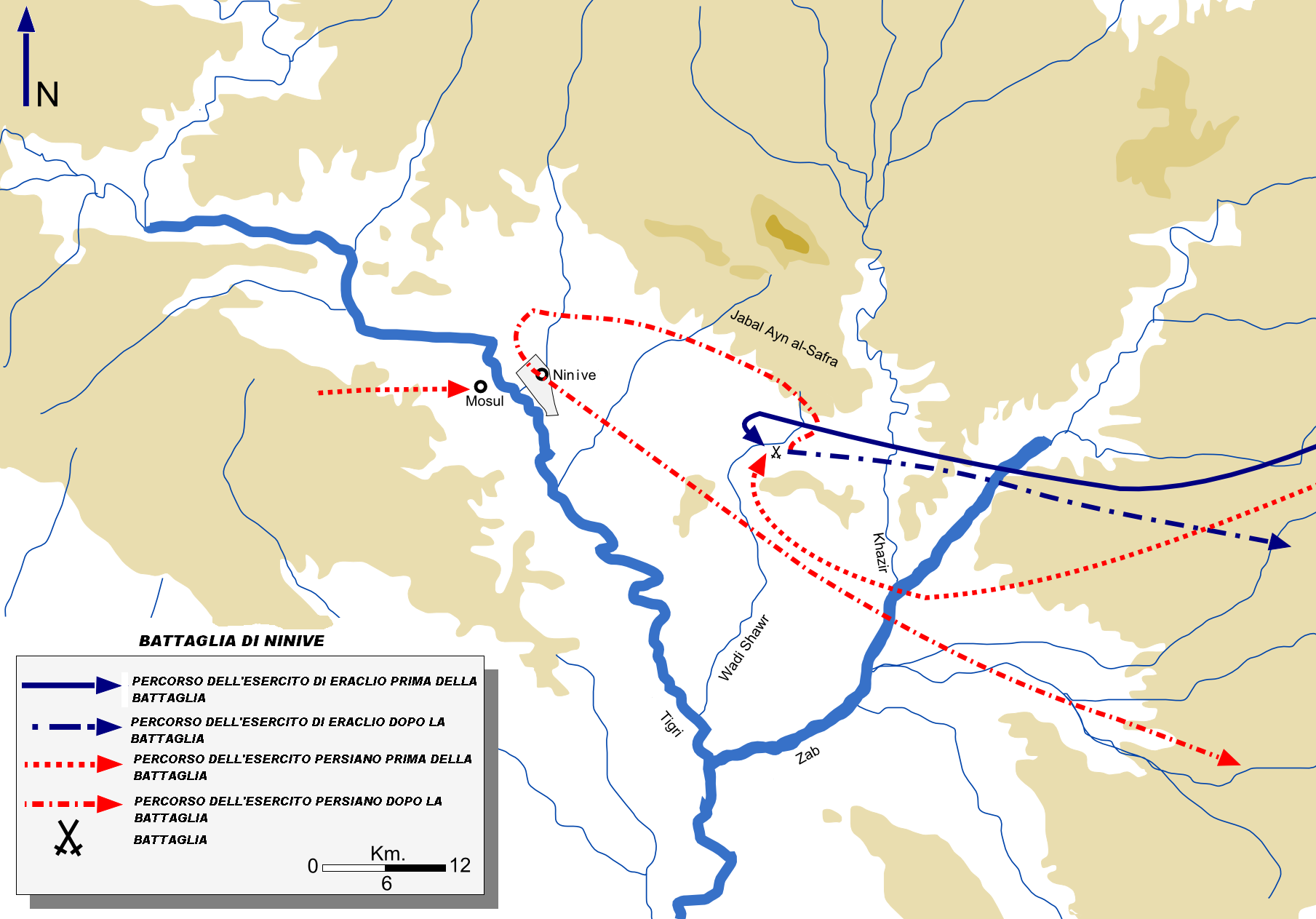
Manovre dei Bizantini e dei Persiani prima e dopo la battaglia di Ninive.

Nella primavera del 627 l'Augusto lanciò la sua ultima campagna contro i Persiani. I Cazari nel Caucaso gli avevano inviato 40 000 dei loro soldati come rinforzi, invadendo nel 626 l'Impero persiano e segnando l'inizio della Terza guerra persiano-turca. Le operazioni coordinate tra Bizantini e Göktürk si concentrarono sull'assedio di Tiflis, dove i Bizantini usarono catapulte a trazione per creare brecce tra le mura, uno dei primi usi conosciuti di quest'arma tra i Bizantini. Cosroe inviò 1 000 cavalieri per rinforzare la difesa della città, ma nonostante tutto essa cadde in mani cazare nel tardo 628. Ziebel tuttavia perì alla fine di quello stesso anno, liberando Epifania dalla prospettiva di un matrimonio con un barbaro.
Verso la metà di settembre del 627, Eraclio lasciò Ziebel a continuare l'assedio di Tiflis, decidendo di invadere il cuore dell'Impero persiano in una sorprendente campagna invernale. Edward Luttwak descrive la ritirata dal territorio persiano di Eraclio all'arrivo dell'inverno negli anni 624–626 seguita da una campagna invernale nel 627 per minacciare Ctesifonte come "una manovra relazionale ad alto rischio" in quanto aveva abituato i Persiani a devastazioni inefficaci dal punto di vista strategico che li avevano convinti della non necessarietà di richiamare le truppe poste a difesa della Siria e dell'Egitto per difendere il cuore del territorio persiano. Il suo esercito comprendeva tra i 25 000 e i 50 000 soldati bizantini, ai quali vanno aggiunti 40 000 Göktürk che, tuttavia, intimoriti dall'arrivo dell'inverno e dai costanti attacchi dei Persiani, decisero di disertare, ritornando nella loro patria. Il Khan dei Gokturk tuttavia inviò a Cosroe II un ultimatum:
Cosroe II rigettò l'ultimatum.
Eraclio avanzò rapidamente, ma era tallonato da un esercito persiano condotto dall'armeno Rhahzadh, che incontrava difficoltà a rifornire il suo esercito a causa delle requisizioni bizantine di approvvigionamenti nel corso della loro avanzata a sud verso l'Assiria. Eraclio nel frattempo stava compiendo una serie di saccheggi e di massacri (un modo per vendicarsi dei saccheggi compiuti dai Persiani) e dal 9 al 15 ottobre si fermò nella terra di Chamaetha, dove fece riposare le sue truppe. Il 1º dicembre 627 Eraclio raggiunse il fiume Grande Zab, lo attraversò e raggiunse Ninive.
Il 12 dicembre 627 l'esercito di Eraclio e quello di Rhahzadh si scontrarono presso le rovine di Ninive; Eraclio aveva deciso di affrontare Rhahzadh per impedire l'arrivo di rinforzi persiani. La battaglia di Ninive ebbe luogo nella nebbia, riducendo il vantaggio persiano nelle truppe di lanciatori di giavellotto. Eraclio finse dapprima la ritirata, conducendo i Persiani nella pianura, per poi fare capovolgimento di fronte cogliendo di sorpresa i Persiani. Dopo otto ore di combattimento, i Persiani si ritirarono nelle colline vicine; approssimativamente 6 000 Persiani caddero in battaglia. Niceforo nella sua Breve Storia suggerisce che Rhahzadh sfidò Eraclio a duello. Eraclio accettò e uccise Rhahzadh in un solo colpo; altri due sfidanti vennero battuti da Eraclio. Eraclio trascorse il Natale a Ninive, ospitato nella tenuta di un nobile persiano.

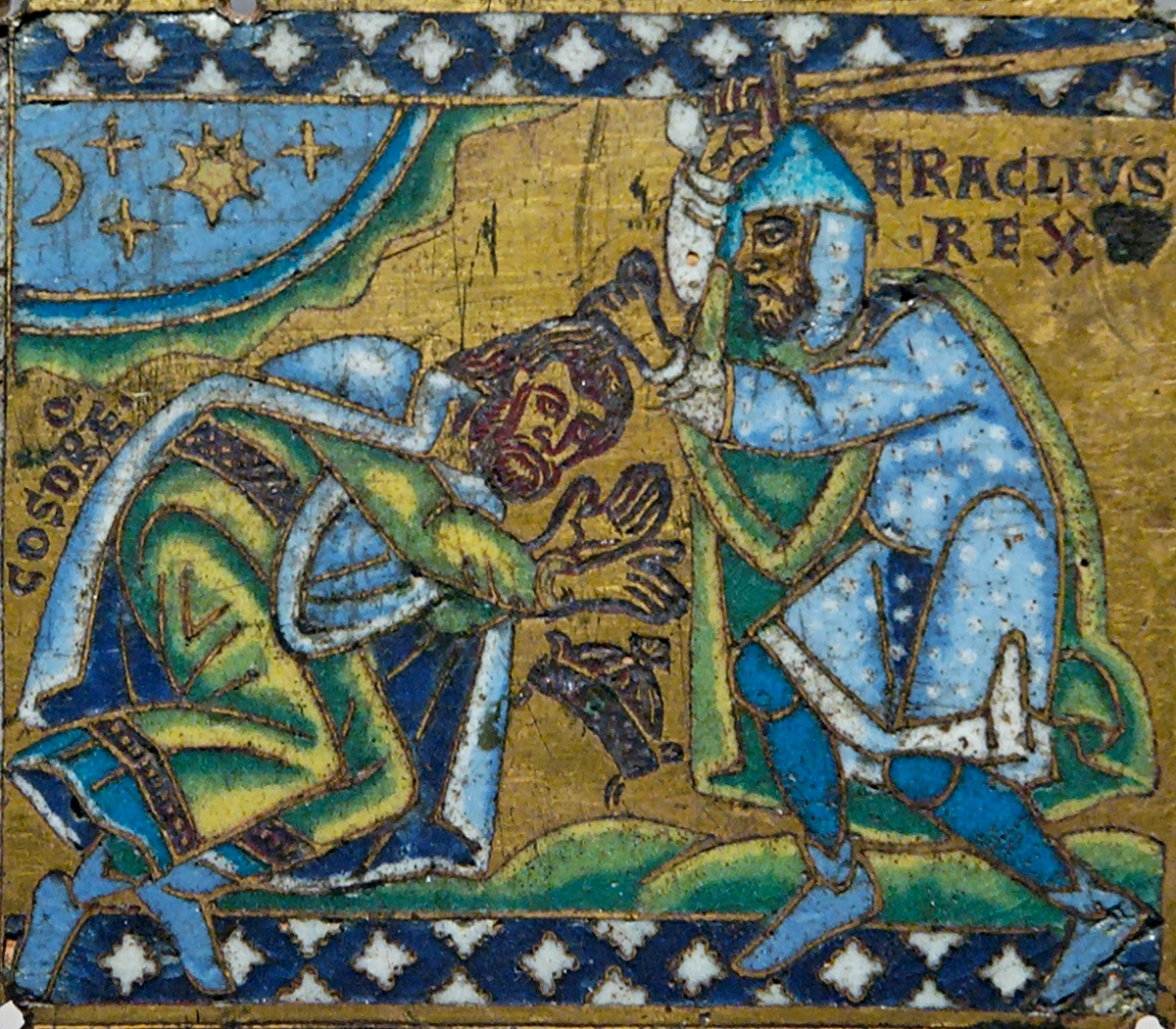
Cosroe II mentre viene ucciso da Eraclio I, in una placca francese del XII secolo. Nella realtà storica comunque Cosroe II non venne ucciso da Eraclio ma dal figlio Kavad II Siroe.

Annientato l'unico esercito persiano presente nella zona, Eraclio ne approfittò per saccheggiare, il 4 gennaio 628, Dastagird, che era una delle residenze reali di Cosroe II, ottenendo un ricco bottino, oltre a riguadagnare numerose insegne e stendardi romani (ben 300) Cosroe era già fuggito in direzione delle montagne della Susiana nel disperato tentativo di ottenere forze per la difesa di Ctesifonte, la capitale dell'Impero sasanide. Eraclio quindi inviò, il 6 gennaio, un ultimatum a Cosroe in cui chiedeva la pace; in caso contrario, avrebbe devastato la Persia; Cosroe tuttavia rifiutò. Eraclio rinunciò tuttavia alla presa di Ctesifonte, perché non poteva oltrepassare il canale Nahrawan a causa del crollo di un ponte che ne permetteva il guado, ma non cercò nemmeno un altro modo per oltrepassare l'ostacolo. Allora decise di tornare a Ganzaca per svernare. Arrivato a Ganzaca appena in tempo per evitare le tormente di neve che avevano decimato poco tempo prima l'esercito persiano, Eraclio scoprì che quella di liberare i 50 000 prigionieri di guerra persiani tre anni prima era stata un'ottima decisione perché i 50 000, a lui riconoscenti, decisero di passare dalla sua parte.
Ormai per la Persia la guerra sembrava ormai perduta: Cosroe II dopo la sconfitta fuggì a Seleucia e, vedendo la propria fine vicina, decise di nominare suo successore Merdaza, il suo figlio preferito. Ma Siroe, un altro figlio di Cosroe, non approvò la sua decisione e cercò il consenso dei satrapi per preparare una congiura contro suo padre: ai soldati Siroe promise un aumento dei salari; ai cristiani la libertà di professare la propria religione; ai prigionieri la libertà; e alla nazione pace immediata e la riduzione delle tasse. Il 23 febbraio 628 Cosroe II, perso tutto il suo prestigio e il sostegno dell'aristocrazia, venne rovesciato e rinchiuso in un sotterraneo per ordine del figlio Siroe (che salì al trono con il nome di Kavad II) e, dopo cinque giorni di torture, spirò; Kavad II, salito al trono, decise di firmare una pace con i Bizantini.

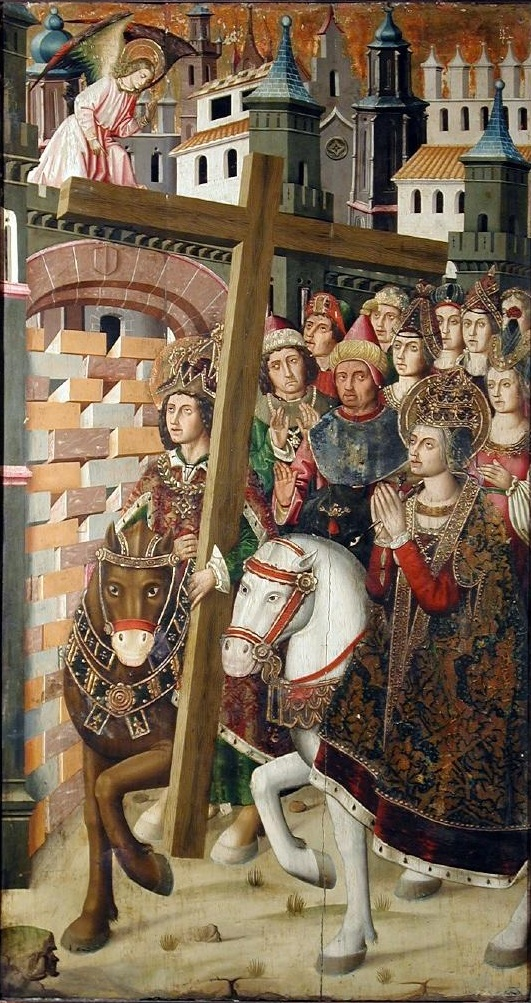
Eraclio I porta la Vera Croce a Gerusalemme.

Il 3 aprile 628 Eraclio ricevette quindi, mentre era a Ganzaca, una lettera dal nuovo scià in cui Kavad si rivolgeva all'Augusto come «nostro fratello» e gli comunicò che era disposto a firmare una pace in cui si impegnava a restituirgli tutti i prigionieri di guerra, a ritirare le sue truppe dalle zone occupate durante la guerra e restituiva ai Bizantini la Vera Croce. La proposta di pace venne accettata e firmata. Inoltre Eraclio venne nominato da un Siroe sul letto di morte tutore dell'erede al trono sasanide, il figlio di Siroe. La situazione si era così invertita: se prima lo scià di Persia considerava Eraclio un proprio "schiavo", adesso era il figlio di Siroe a venire considerato uno "schiavo" di Eraclio.
Nonostante la pace firmata, il generale Shahrvaraz non era disposto a cedere ai Bizantini i territori da lui occupati. La Persia era finita però nel caos più assoluto e Shahrvaraz era bramoso di salire al potere approfittando dell'anarchia. Così nell'estate 629 Shahrvaraz firmò con i Bizantini un trattato di pace con cui restituì loro la Siria e l'Egitto; in cambio i Bizantini cedettero alla Persia l'Armenia sud-occidentale e la Mesopotamia settentrionale bizantina e appoggiarono il generale persiano nel suo tentativo di impossessarsi del trono. In cambio Sharhvaraz si impegnò a pagare delle riparazioni di guerra e restituì ai Bizantini la Vera Croce. Tuttavia nel 631 Sharvaraz, che era riuscito a salire al potere grazie all'appoggio bizantino, venne assassinato da uno dei parenti di Cosroe e il suo successore, la regina Boran, si dimostrò una sovrana debole; Eraclio approfittò dello stato di anarchia in cui ormai versava lo Stato sasanide riconquistando i territori ceduti a Sharvaraz e riportando dunque il confine con la Persia a com'era nel 591. L'Imperatore, ottenuta una vittoria insperata, festeggiò il suo trionfo a Gerusalemme nel 631.

## Conseguenze

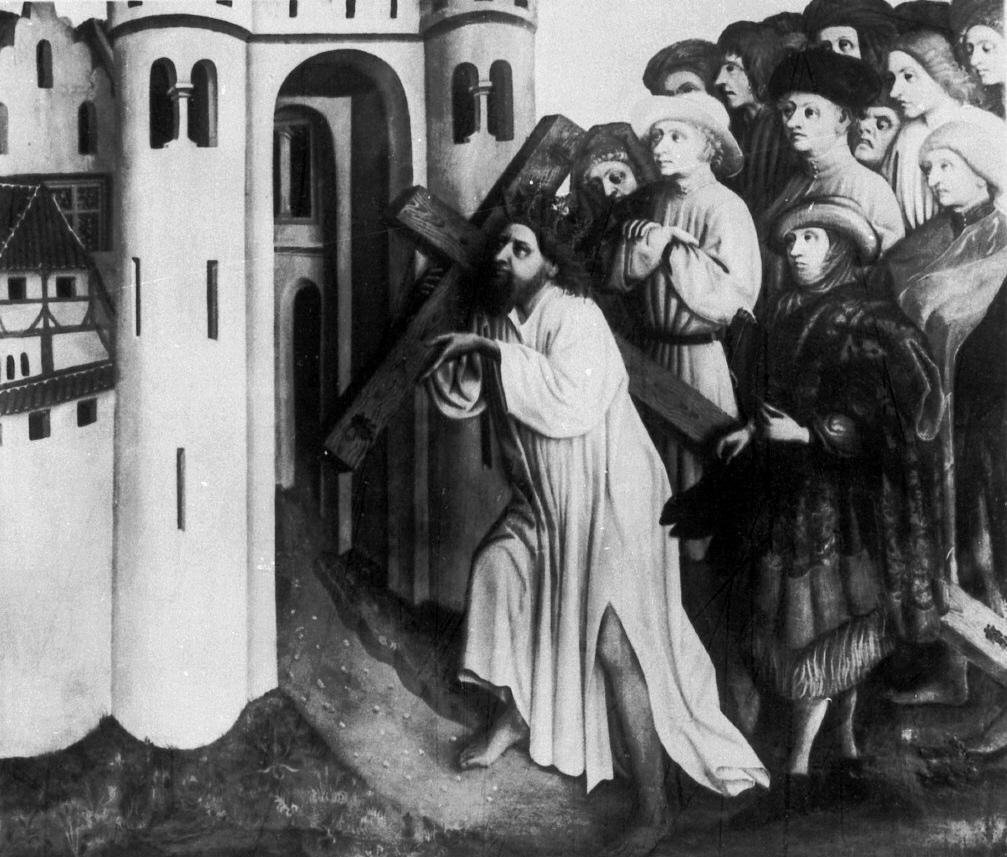
Rappresentazione di Eraclio I che riporta la reliquia della Vera Croce a Gerusalemme.

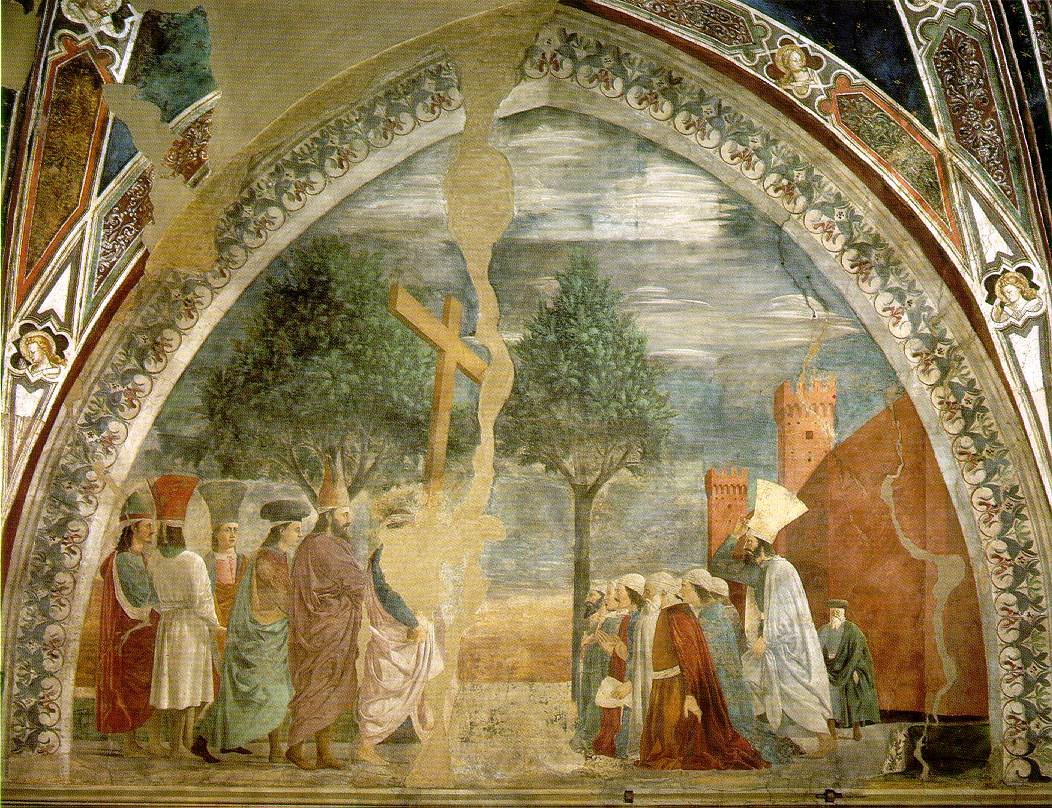
L'Esaltazione della Croce di Piero della Francesca.

### Reazioni immediate
Finita la guerra, Eraclio ritornò a Costantinopoli in trionfo, acclamato dal senato, dal clero e dal popolo. Entrò nella capitale in un carro trainato da elefanti. L'anno successivo riportò egli stesso la Vera Croce al Santo Sepolcro dove il patriarca confermò, dopo un'attenta analisi, che la Croce non era un falso. Ricevette per i suoi trionfi le congratulazioni degli ambasciatori Franchi e dell'India; e l'Imperatore venne esaltato e paragonato a Mose, Alessandro e a Ercole. Per le sue imprese contro i Persiani, Eraclio passò alla storia come uno degli imperatori/generali più abili della storia di Bisanzio, e Gibbon afferma addirittura che «da' giorni di Scipione o Annibale in poi, non si era tentata un'impresa più audace di quella che Eraclio mandò ad effetto per liberare l'Impero».
Venne chiamato il nuovo Scipione per i suoi sei anni di ininterrotte vittorie e per aver condotto l'esercito romano dove nessun esercito romano era giunto finora. Se Eraclio fosse morto in quel momento, prima delle invasioni islamiche che gli rovinarono la reputazione acquisita con le campagne in Persia, sarebbe passato alla storia, secondo almeno Norman Davies, come «il più grande generale romano dopo Giulio Cesare».
Tuttavia gran parte del bottino di guerra ricavato venne speso nella guerra, distribuito ai soldati, o venne perso in mare a causa di una tempesta nelle acque dell'Euxine. Inoltre Eraclio si era indebitato con il clero che gli aveva prestato dei soldi per la guerra. Per restituire i soldi al clero, l'Imperatore dovette aumentare le tasse nelle province, già devastate dalla guerra; ciò risultò fatale per l'Impero, in quanto la popolazione vessata delle province orientali, perseguitata anche dal punto di vista religioso (nelle province orientali era diffuso il monofisismo, eresia combattuta dal governo, oltre all'Ebraismo fortemente perseguitato da Eraclio), accolse con favore gli Arabi, che, oltre a ridurre le tasse, trattavano con pari uguaglianza, pur discriminandoli (per incentivare la loro conversione all'Islam), tutti i «popoli del libro» (Cristiani ed Ebrei), indipendentemente che fossero eretici o meno. Anche l'esercito era in cattive condizioni.
Nel frattempo la Persia era in profonda crisi. Kavad morì in pochi mesi e alla sua morte seguì il caos e una guerra civile. Nei quattro anni successivi si succedettero ben nove re, incluse due figlie di Cosroe II e Shahvaraz, e l'Impero sasanide si indebolì considerevolmente. Il potere, prima detenuto dalle autorità centrali, passò nelle mani dei generali. Solo nella primavera del 632, con l'incoronazione di Yazdgard III, nipote di Cosroe II, finì il periodo dell'anarchia; tuttavia questo non bastò a salvare l'Impero dagli Arabi, che, nello stesso anno, fecero le prime incursioni nel territorio sasanide.

### Impatto nella storia
Espansione sotto il profeta Maometto, 622-632
     Espansione sotto il governo dei califfi al-Rashidun, 632-661
     Espansione sotto il Califfato omayyade, 661-750

La regione di Sham fu la prima terra conquistata dagli Arabi.
Espansione sotto il profeta Maometto, 622-632
Espansione sotto il governo dei califfi al-Rashidun, 632-661
Espansione sotto il Califfato omayyade, 661-750

Anni di guerra continua avevano indebolito sia i Bizantini che i Sasanidi. Questi ultimi vennero costretti a far fronte anche a una crisi economica, a tasse elevate, al malcontento religioso, alla rigida stratificazione sociale, all'ascesa dei proprietari terrieri provinciali e a un rapido susseguirsi di sovrani. Questi fattori facilitarono la conquista islamica della Persia. D'altra parte, anche l'Impero bizantino era in cattive condizioni, con le casse statali vuote e i Balcani in larga parte in mano slava. Per lo più, l'Anatolia, il Caucaso, la Siria, la Mesopotamia, la Palestina e l'Egitto vennero impoverite da anni di occupazione persiana. Clive Foss definì questa guerra "il primo stadio del processo che pose fine all'Antichità in Asia Minore."
A nessun impero venne dato il tempo di riprendersi, poiché alcuni anni dopo dovettero subire l'invasione degli Arabi (da poco uniti dall'Islam) che, con colorita espressione, Howard-Johnston paragonò «a uno tsunami umano». Secondo George Liska, il «prolungato conflitto bizantino-persiano aprì la via all'Islam». In pochi anni la maggior parte del territorio sasanide venne annesso al Califfato islamico e nel 651, con la morte dell'ultimo imperatore sasanide, si concluse la conquista islamica della Persia. Nel 634 gli Arabi invasero la Siria bizantina: Eraclio era ormai debole e malato, e dopo un tentativo di respingere l'assalto arabo, fallito a causa della sconfitta bizantina nella battaglia dello Yarmuk (636), rinunciò alla difesa della Siria ordinando alle proprie truppe di evacuare la regione e di stanziarsi in Anatolia. Gli Arabi, accolti con favore dalla popolazione a causa della riduzione delle tasse e di una maggiore tolleranza religiosa nei confronti degli eretici, dilagarono e già nel 641 (anno della morte del Basileus) tutte le province recuperate da Eraclio (Siria, Palestina, Egitto, Armenia) erano sotto il dominio arabo.
Nel 698 gli Arabi conquistarono anche il Nord Africa, riducendo l'impero a un territorio comprendente l'Anatolia, una serie di isole e alcuni territori nei Balcani ed in Italia. Tuttavia, a differenza della Persia, l'Impero romano d'Oriente riuscì a sopravvivere all'assalto arabo, mantenendo i suoi territori residui e respingendo due assedi arabi alla capitale nel 674–678 e nel 717–718. L'Impero bizantino perse anche i suoi territori in Creta e in Italia meridionale, ceduti agli Arabi, nei conflitti successivi, anche se entrambi vennero recuperati in seguito.

## Composizione delle armate e strategia
I corpi di cavalleria di élite dei Persiani erano la cavalleria Savārān. La lancia era probabilmente l'arma più preferibilmente adoperata, avendo il vantaggio di colpire due uomini in un colpo solo. I loro cavalli possedevano armature lamellari per proteggerli dagli arcieri nemici. Gli arcieri persiani avevano una gittata letale di circa 175 metri e potevano colpire con precisione il bersaglio fino a circa 50–60 metri di distanza.
Secondo lo Strategikon dell'imperatore Maurizio, un manuale militare, i Persiani erano "addestrati più di ogni altro popolo guerriero a tirare con l'arco in modo rapido, anche se non molto potente". Inoltre, afferma che il loro schieramento era tale che la loro formazione possedeva pari forza sia al centro che ai fianchi. Inoltre essi apparentemente evitavano la carica dei lancieri romani combattendo su terreno non pianeggiante per evitare combattimento corpo a corpo. Per questi motivi, lo Strategikon consigliava di combattere su terreno pianeggiante con cariche rapide per schivare le frecce persiane. Erano abili negli assedi ed erano soddisfatti di "ottenere i loro risultati con la pianificazione".
Il punto di forza dell'esercito bizantino era costituito dalla sua cavalleria catafratta, che divenne un simbolo di Bisanzio. I cavalieri catafratti indossavano una maglia metallica e cavalcavano su cavalli pesantemente protetti da un'armatura; la loro arma principale erano le lance, ma avevano a disposizione anche arco e frecce, oltre ad un'ascia e una spada. La fanteria pesante bizantina, o scutati, portava piccoli scudi rotondi e indossava un'armatura lamellare. Le armi adoperate contro la cavalleria nemica erano principalmente le lance per respingere la cavalleria e asce per tagliare le gambe ai cavalli nemici. La fanteria bizantina giocava un ruolo chiave nello stabilizzare gli schieramenti di battaglia contro la cavalleria nemica. Secondo Richard A. Gabriel, la fanteria pesante bizantina "combinava le migliori capacità della legione romana con la vecchia falange greca."
Gli arcieri a cavallo avari possedevano archi compositi. Gli Avari erano abili nell'assedio, essendo avanzati abbastanza da poter adoperare torri d'assedio e catapulte. Nel loro assedio di Costantinopoli, essi costruirono mura di circumvallazione per prevenire ogni contrattacco facile e adoperarono protezioni di pelli per proteggersi contro gli arcieri difensori. Inoltre fecero ampio uso di Slavi per assisterli. Tuttavia, poiché gli Slavi dipendevano dal saccheggio del territorio per il sostentamento, era difficoltoso per gli Avari sostenere lunghi assedi, specialmente considerando i loro alleati meno mobili.
Secondo Kaegi, i Bizantini avevano "una quasi compulsiva...preferenza ad evitare di cambiare gli elementi essenziali dello status quo." Essi tentarono tutti i mezzi diplomatici per assicurarsi alleati e dividere i nemici. Anche se fallirono a dividere Cosroe e il Khagan, ottennero un'importante alleanza sia con gli Slavi che sarebbero diventati poi i Serbi e i Croati, sia con i Göktürk.
Secondo una teoria antica, la vittoria di Eraclio fu causata da un improvviso risveglio dell'Imperatore, che all'improvviso si tramutò da imperatore debole e impotente a vittorioso condottiero. Caetani e il Pertusi smentiscono questa teoria: le vittorie persiane nei primi anni di regno di Eraclio erano dovute alle cattive condizioni dell'esercito bizantino, e non alla passività dell'Imperatore, che cercò per quanto possibile di combattere il nemico (si vedano campagne 611-613).
Secondo Caetani, i motivi della vittoria bizantina stanno nella tattica utilizzata dall'imperatore in questa seconda fase: con l'esercito disastrato, Eraclio fu costretto a reclutare truppe mercenarie dall'Armenia e a cercare l'alleanza con le popolazioni del Caucaso e con i Cazari, da cui dipendeva fortemente; infatti più della metà dell'esercito bizantino erano costituite da queste truppe mercenarie, e quando parte di queste truppe mercenarie disertarono, l'Imperatore fu costretto a sospendere le operazioni militari per un anno. Nei primi cinque anni di campagne l'Imperatore invase solo la regione caucasica dell'Impero sasanide, nel tentativo di reclutare sempre più truppe, e, ogni volta che perdeva uomini, ritornava subito indietro per reclutare altri uomini. Fu solo nell'ultima campagna che l'Imperatore decise di osare e entrare nel cuore dell'Impero sasanide, infliggendo una sconfitta decisiva ai Persiani e ponendo dunque fine alla guerra. Dunque fu grazie all'alleanza con le popolazioni del Caucaso e con i Cazari che Eraclio riuscì a ricostituire il suo esercito e a sconfiggere i Persiani. Un altro fattore che potrebbe aver determinato la vittoria di Eraclio fu la sua tattica improntata sulla guerriglia, che gli permise di vincere con attacchi a sorpresa e imboscate molte battaglie contro i Persiani.
Per sostenere problemi di logistica, Eraclio, nelle sue iniziali campagne in territorio bizantino, specialmente in Anatolia, probabilmente rifornì di cibo le truppe con requisizioni forzate sulla popolazione locale. Durante le incursioni offensive di Eraclio in Persia, ogni volta che si avvicinava l'inverno, le dure condizioni invernali lo costrinsero a desistere e a ritirarsi, in parte perché sia i cavalli bizantini che quelli persiani necessitavano di biada per poter sopravvivere dopo ottobre, quando i pascoli iniziavano a rarefarsi, e dunque vi era necessità di tornare nei campi invernali dove vi erano riserve di foraggio. Inoltre, costringere i suoi eserciti a condurre una campagna in pieno inverno, avrebbe portato a rischi di rivolta: non bisogna dimenticare che l'Imperatore Maurizio fu rovesciato dall'esercito illirico perché intendeva costringerli a condurre una controffensiva contro Avari e Slavi in pieno inverno. Edward Luttwak ritiene che i Göktürk con i loro "cavalli piccoli ma robustissimi (dei pony)" che potevano sopravvivere "in quasi tutti i tipi di terreno che avessero anche solo un minimo di vegetazione" furono essenziali nella trionfale campagna invernale di Eraclio del 627. Durante la campagna, presero rifornimenti dalle terre persiane. Con la vittoria a Ninive e la presa dei palazzi persiani, non vi era più il problema di rifornire le truppe in territori stranieri e in inverno.

## Storiografia
Le fonti per questa guerra sono per lo più di origine bizantina. Uno dei testi coevi agli avvenimenti è il Chronicon paschale redatto da un anonimo autore intorno al 630. Il poeta Giorgio di Pisidia ha composto diverse opere contemporanee agli avvenimenti che celebrano le vittorie di Eraclio. Teofilatto Simocatta ha lasciato lettere sopravvissute al tempo e una storia che tuttavia descrive solo gli avvenimenti dal 582 al 602. Teodoro Sincello ha salvato dall'oblio un discorso, che fu fatto durante l'assedio di Costantinopoli del 626, che contiene informazioni molto utili per la ricostruzione degli avvenimenti. Sono sopravvissuti anche diversi papiri egiziani risalenti a questo periodo.
Gli archivi persiani si sono persi, dunque non vi sono fonti persiane contemporanee che parlano di questa guerra. Fonti contemporanee non greche di utile valore sono la Cronaca di Giovanni di Nikiu, redatta in copto ma sopravvissuta solo nella traduzione in etiope, e la Storia attribuita a Sebeos (vi è controversia sull'attribuzione dell'opera). Quest'ultima è una compilazione armena di diverse fonti, organizzate in ordine cronologico, ma non molto obiettiva. Sono sopravvissute anche alcune cronache siriache coeve (Chronicle of 724 e Chronicle of Guidi o Khuzistan Chronicle), che Dodgeon, Greatrex, e Lieu ritengono siano tra "le più importanti" fonti contemporanee.
Fonti greche più tarde sono la Cronaca di Teofane e la Breve storia del Patriarca Niceforo I. La cronaca di Teofane è molto utile nel ricostruire gli avvenimenti base della guerra. Fonti complementari ad essa sono le cronache siriache, come la Cronaca del 1234 e la Cronaca di Michele il Siro. Tuttavia, queste fonti, fatta eccezione per la Breve Storia di Niceforo, e Agapio di Gerapoli utilizzarono probabilmente tutte una fonte comune, probabilmente lo storico dell'VIII secolo Teofilo di Edessa.
La fonte armena del X secolo Storia della Dinastia di Artsrunik di Thomas Artsruni probabilmente ha utilizzato fonti simili a quelle di Sebeos. Movses Kaghankatvatsi scrisse la Storia dell'Armenia nel X secolo utilizzando fonti non identificate per gli anni venti del VII secolo. Howard-Johnston considera le storie di Movses e Sebeos come "le più importanti delle dettagliate fonti non islamiche". La storia dell'arabo cristiano Patriarca Eutichio di Alessandria contiene molti errori, ma può essere usata, seppur con cautela. Il Corano fornisce anch'esso qualche informazione utile, ma anch'esso va usato con cautela. Altra fonte importante è il Taʾrīkh al-rusul wa l-mulūk (Storia dei profeti e dei re) dello storico arabografo persiano Muḥammad ibn Jarīr al-Ṭabarī: essa narra la storia della dinastia sasanide e usa fonti ora perdute.
Di una certa importanza sono anche le agiografie bizantine dei santi Teodoro il Siceota ed Anastasio il Persiano, di certa utilità per comprendere il contesto dell'epoca in cui si svolse la guerra. La Vita di Giorgio di Khozeba dà un'idea del panico tra la popolazione durante l'assedio di Gerusalemme. Tuttavia, vi è la possibilità di interpolazioni avvenute nel VIII o IX secolo che potrebbero aver corrotto il testo originale di queste agiografie. La numismatica si è provata utile nella datazione. Lo stesso è valso per la Sigillografia, come per le opere d'arte e rinvenimenti archeologici. Fonti epigrafiche o iscrizioni sono di uso limitato. Luttwak ha definito lo Strategikon di Maurizio il "miglior manuale di arte militare bizantina"; fornisce informazioni utili su come gli eserciti combattevano all'epoca.